# Géopolitique du Moyen-Orient au XXIe siècle
La géopolitique du Moyen-Orient au XXIe siècle s'attache à la description et à l'analyse des relations des États de cette région entre eux et avec le reste du monde depuis le début de ce siècle. Cette description prend en considération les facteurs politiques, géographiques, économiques, démographiques et culturels qui les influencent. Le terme de géostratégie est aussi employé dans un sens voisin de celui de géopolitique.
Le Moyen-Orient occupe une position charnière entre l'Europe, l'Asie et l'Afrique. La péninsule arabique est son centre géographique aux limites bien définies, mais aussi le berceau du peuple arabe et de l'islam qui marquent profondément de leur empreinte l'histoire, la culture et la géopolitique de la région et du monde. Le Moyen-Orient est depuis l'Antiquité traversé de voies terrestres et maritimes par lesquelles transite le commerce entre l'Europe et l'Asie ; de nos jours, cette situation stratégique est encore plus affirmée par la montée des échanges maritimes qui résulte de la globalisation de l'économie. Son extraordinaire richesse en hydrocarbures a aussi fait du Moyen-Orient depuis le milieu du XXe siècle un enjeu stratégique vital pour toutes les grandes puissances économiques du monde.
Les guerres d'Afghanistan et d'Irak menées par des pays extérieurs à la région sont les deux plus importantes par les moyens engagés et le nombre de victimes. Par ailleurs, la proclamation de l'État d'Israël en 1948 en Palestine est également toujours au XXIe siècle à l'origine de crises périodiques et le risque d'une nouvelle guerre, après les trois qui ont eu lieu au siècle précédent, demeure, en l'absence d'un règlement de paix impliquant tous les acteurs régionaux. L'aggravation des inégalités explique en partie les contestations populaires qui se manifestent dans la région. Les extrémismes se sont aussi exacerbés.
Le Moyen-Orient n'est pas dominé par une seule grande puissance régionale, ni même régi politiquement par un duopole. Quatre États ont des ambitions de domination régionale, deux sont arabes l'Arabie saoudite et l'Égypte, mais deux sont issus de l'Empire perse, l'Iran, et aussi de l'Empire ottoman, la Turquie. Un cinquième État, Israël, de par ses alliances, sa puissance militaire et économique, compte aussi parmi les acteurs principaux de la géopolitique régionale. Israël a le privilège d’avoir le soutien des États-Unis et la Turquie de l’OTAN.
Cette région est aussi un enjeu de la géopolitique des grandes puissances dans leur ensemble et plus particulièrement des États-Unis depuis la Seconde Guerre mondiale et de la Chine depuis le début de ce siècle. Les raisons principales en sont le besoin d'assurer la sécurité de la production de pétrole et de gaz naturel dont la région est le premier exportateur et possède les plus grandes réserves au monde, et la nécessité de maintenir ouvertes les voies maritimes qui traversent la région et sont essentielles pour le commerce international.

## Géographie politique héritée des occidentaux
| Classification ONU     | Méditerranée orientale                                                           | Péninsule Arabique | Asie méridionale |
| ---------------------- | -------------------------------------------------------------------------------- | --- | ---------------- |
| Asie occidentale       | Israël (1948) Jordanie (1946) Liban (1943) Palestine (2012) Syrie (1946) Turquie | Bahreïn (1971) Irak (1932) Koweït (1961) Oman (1971) Qatar (1971) Arabie saoudite (1932) Émirats arabes unis (1971) Yémen (1990) |                  |
| Asie méridionale       |                                                                                  | | Iran             |
| Afrique septentrionale | Égypte (1922)                                                                    | |                  |

### Un contour mal défini et une géographie diverse
L'usage a consacré les notions de Proche-Orient et de Moyen-Orient, sans qu'il existe une définition unique de leur périmètre géographique. Le plus souvent, le Moyen-Orient désigne la région située entre la rive orientale de la Méditerranée, de l'Égypte à la Turquie, et l'Iran en Asie méridionale et dont le cœur est la péninsule arabique. Cette définition est parfois étendue vers l'Est à l'Afghanistan et au Pakistan, et vers l'Ouest aux pays du Maghreb qui sont fortement liés au Moyen-Orient du point de vue de la géopolitique.
La notion d'Orient, étymologiquement ce qui se situe à l'est, est née d'une vision européanocentrée du monde. Le Proche-Orient est une appellation forgée par la diplomatie française qui correspond à l'ancien Levant et englobe les pays sur lesquels la France a historiquement exercé une forte influence. Le Moyen-Orient (Middle East) est une expression d'origine britannique qui englobe le Proche-Orient mais est centrée sur le golfe arabe-persique où le Royaume-Uni, rejoint par les États-Unis, ont de forts intérêts stratégiques.
L'espace moyen-oriental est une représentation davantage géopolitique que géographique, dont les contours variables traduisent les conceptions géopolitiques de la France et du Royaume-Uni puis celles des États-Unis à partir de la deuxième moitié du XXe siècle. Carrefour entre l'Europe et l'Asie depuis l'antiquité, le Moyen-Orient ne peut être défini par un seul peuplement, une seule religion ou culture, même si le monde arabe et l'islam y sont fortement présents. La population du Moyen-Orient appartient à trois peuples principaux : le peuple arabe, descendant des Sémites, qui représente la quasi-totalité ou la grande majorité de la population dans la plupart des États de la région, le peuple turc présent essentiellement en Turquie et en Iran, et le peuple perse qui constitue environ la moitié de la population iranienne. À ces trois ethnies principales s’ajoutent les Kurdes, les Juifs, les Arméniens et les Coptes. Plus de 90 % de la population du Moyen-Orient est musulmane — mais l'islam est une religion pluraliste, scindée en deux branches principales, le sunnisme et le chiisme — et les 10 % restants se partagent entre orthodoxie, divisée en plusieurs Églises, et judaïsme.
Au XXIe siècle, l'appellation MENA (Middle east / North Africa) apparaît en relation avec la diplomatie de l'administration américaine sous la présidence de George W. Bush et le Programme des Nations unies pour le développement (PNUD) qui regroupe l'ensemble nord-africain et moyen-oriental en un seul et même espace. Dans la vision politique de Washington, la région MENA est vue comme celle du monde arabe-musulman, devenu le creuset des nouvelles menaces internationales depuis les attentats du 11 septembre 2001 aux États-Unis.

### Des États récents

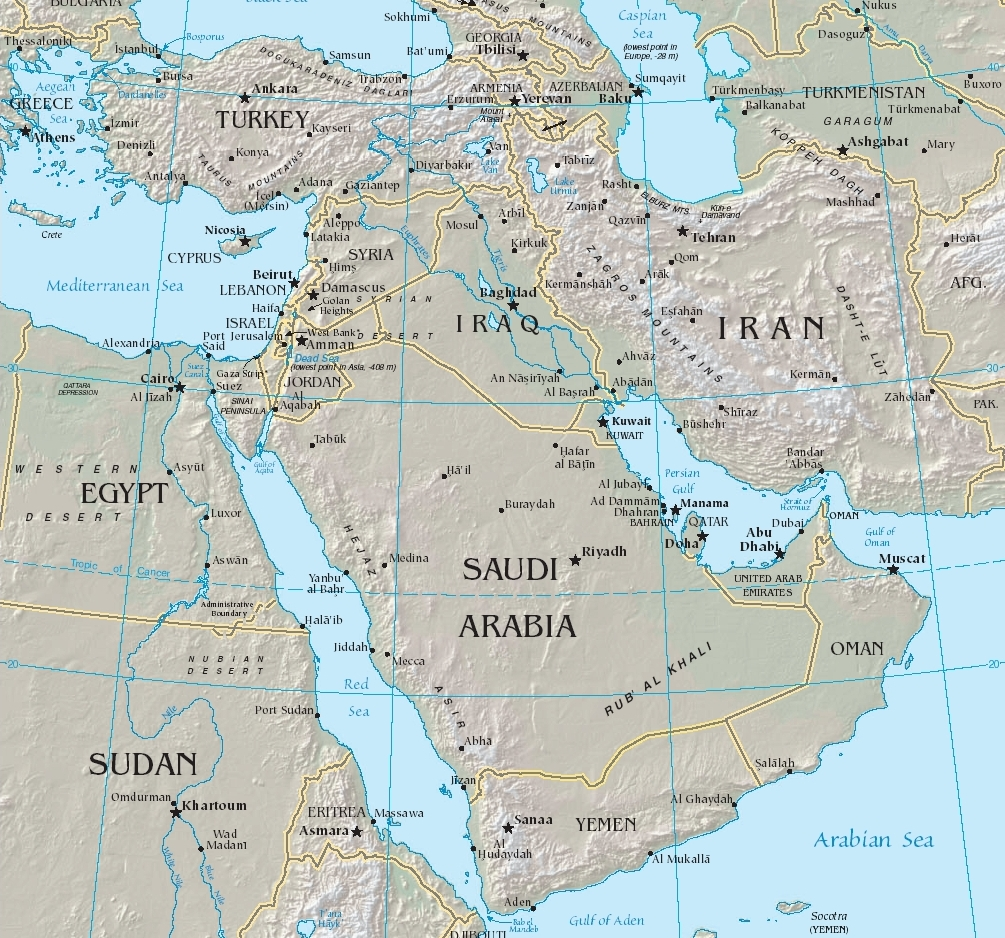
Carte du Moyen-Orient

L'organisation politique du Moyen-Orient telle qu'elle existe au début du XXIe siècle est récente, la plupart des États le composant ayant seulement quelques dizaines d'années d'existence dans leurs frontières actuelles. Très anciennement peuplée, espace de développement de grands empires au fil des siècles de l'histoire ancienne, la région est largement dominée au XIXe siècle et XXe siècle par des puissances étrangères, le Royaume-Uni, la France et la Turquie qui en façonnent le découpage à la suite de l'effondrement de l'empire Ottoman et du processus de colonisation.
Les États les plus anciens sont situés sur ses marges occidentales, où l'Égypte accède à l'indépendance en 1922, et orientales où l'Iran a toujours conservé son autonomie et l'Afghanistan est devenu indépendant en 1919. Au Levant et dans la péninsule arabique, tous les États actuels sont nés durant ou après la Seconde Guerre mondiale, le dernier en date étant le Yémen réunifié en 1990, la seule exception étant l'Arabie saoudite fondée en 1932.
Avec le soutien de la Ligue arabe, l'Autorité palestinienne initie en 2011 une campagne diplomatique en vue de la reconnaissance d'un État palestinien souverain par la communauté internationale. En septembre 2011, la candidature d'adhésion d'un État de Palestine aux Nations unies est officiellement formulée par le président palestinien Mahmoud Abbas,. Faute de pouvoir obtenir un vote favorable du Conseil de sécurité, indispensable pour une adhésion de plein-droit, les Palestiniens doivent finalement se contenter du statut d'État non membre observateur de l'ONU que l'Assemblée générale vote en novembre 2012,,,. Avec ce statut non formellement défini, l'État de Palestine entretient une « mission permanente » à l'ONU, participe en qualité d'observateur aux sessions et aux travaux de l'Assemblée générale (sans avoir le droit de voter, de proposer des résolutions et de postuler à des offices onusiens), peut signer des conventions de l'ONU en matière de droits sociaux ou politiques, ainsi qu'adhérer à des traités ouverts aux États ; la Palestine a aussi un pouvoir de saisine de plusieurs institutions internationales comme la Cour internationale de justice (CIJ) mais surtout la Cour pénale internationale (CPI). Un symbole fort de son rôle est son accession à la présidence du Groupe des 77 et de la Chine pour l'année 2019.

### Des régimes politiques le plus souvent autocratiques
| Évaluation POLITY IV | 2000                 | 2017              |
| -------------------- | -------------------- | ----------------- |
| Démocraties          | 3                    | 3                 |
| Démocraties          | Israël Liban Turquie | Israël Liban Irak |
| Autocraties          | 11                   | 10                |
| Non évalué           | 2                    | 3                 |

Le Moyen-Orient est la seule région au monde où la vague démocratique d'après la guerre froide n'a pas déferlé. Sur les dix-sept États considérés, seuls trois possèdent des institutions de nature démocratique à l'aube du XXIe siècle : Israël, le Liban et la Turquie. Toutefois, le président Erdogan a engagé la Turquie depuis le début des années 2010 sur la voie d'un régime présidentiel fort et surtout depuis le coup d'état manqué de 2016 il a fortement restreint les libertés. En revanche, la nouvelle constitution de l'Irak de nature démocratique adoptée en 2005 et mise en œuvre malgré les violences et les attentats lui permet d'être classée parmi les démocraties depuis 2010 par le Center for Systemic Peace.
L'Arabie saoudite est une théocratie dirigée par la dynastie des Saoud qui exerce un pouvoir absolu de droit divin. Inscrite dans le mouvement plus vaste du « printemps arabe », la révolution égyptienne de 2011 aboutit à une démocratisation éphémère du régime. Les élections législatives de 2011-2012 sont remportées par le Parti de la liberté et de la justice des Frères musulmans. Mohamed Morsi, son dirigeant, est élu président de la République en juin 2012. Il est renversé en juillet 2013 par un coup d'État organisé par l'armée, à la suite d'un vaste mouvement de protestations populaires. La parenthèse démocratique aura donc été de très courte durée, l'armée soutenue par une fraction importante de la population ne pouvait accepter que se mette peu à peu en place un régime de nature islamiste. En Afghanistan et en Irak, les occidentaux rencontrent de grandes difficultés pour installer des régimes plus démocratiques.
Les monarchies de la péninsule arabique vivent dans la crainte que les idées démocratiques puissent se répandre chez elles. C'est la raison de la politique antagoniste menée par l'Arabie saoudite à l'encontre du Yémen dans les années 1990. Elles maintiennent de façon générale des lignes de politique intérieure conservatrices, même si elles distribuent une partie des revenus du pétrole à leur population. Elles sont aussi fragilisées par les luttes de pouvoir et les difficultés de succession.
Selon Freedom House, la liberté de la presse a diminué dans 18 des 21 pays du Moyen-Orient entre 2012 et 2017. De la même manière, l'indice de démocratie publié par The Economist montre que le Moyen-Orient et l'Afrique du Nord sont la région la moins performante au monde pour tous les critères de mesure de la démocratie (libertés civiles, processus électoral et pluralisme, fonctionnement du gouvernement, culture politique et participation à la vie politique).

## Disparités et fractures régionales
À première vue, l'islam et le pétrole apparaissent comme des facteurs d'homogénéité et d'unité de la région. À l'analyse, le Moyen-Orient est au contraire une région diverse et fortement fracturée. Si l'islam est en effet la religion de l'écrasante majorité de sa population, les luttes entre ses branches et sa politisation en font aussi un facteur de tensions. En second lieu, les richesses pétrolières et gazières ne sont pas également réparties : deux des trois États les plus peuplés, l'Égypte et la Turquie, ne bénéficient pas de la manne financière qu'elles apportent au troisième, l'Iran, ou aux États de la péninsule arabique. D'autres facteurs concourent à faire du Moyen-Orient une mosaïque complexe. Si le peuplement arabe est majoritaire, les Perses et les Turcs constituent aussi des groupes ethniques nombreux. La région n'est pas seulement le berceau de l'islam, mais aussi celui du judaïsme et du christianisme, religions encore plus anciennes. La pénurie d'eau est aussi un facteur de discorde qui s'accentue avec la croissance démographique et le réchauffement climatique.

### Inégalités socio-économiques et contestations populaires
Les niveaux de développement économique et social sont très contrastés, entre les pays moyen-orientaux et en leur sein. Les déséquilibres qui en résultent sont source d'instabilité dans la région ainsi que les révoltes du Printemps arabe de 2010-2012 l'ont démontré. La présence ou non d'hydrocarbures dans le sous-sol est un facteur important de disparité entre les États : ainsi en 2017 le PIB à parité de pouvoir d'achat (PPA)  par habitant de l'Arabie saoudite est 4,6 fois supérieur à celui de l'Égypte et 2,0 fois supérieur à celui de la Turquie.
| Niveau de développement | Code pays                   |
| ----------------------- | --------------------------- |
| Très élevé              | ISR EAU QAT SAU BAH OMN KUW |
| Élevé                   | IRN TUR LBN JOR             |
| Moyen                   | EGY PAL IRK                 |
| Bas                     | SYR YEM                     |

L'indice de développement humain (IDH) publié par le Programme des Nations unies pour le développement met en évidence sous un angle moins économique et plus social les grandes disparités qui existent et fait apparaître que plusieurs États de la région se situent parmi les moins bien classés au monde. Si les monarchies du Golfe ont des IDH élevés, leur développement repose sur une main-d’œuvre immigrée et bon marché qui les fragilise.
L’inégalité entre les hommes et les femmes résulte de pratiques anciennes, politiques et sociales, présentes dans toute la région. Ainsi, quatre pays du Moyen-Orient, la Syrie, l'Iran, la Jordanie et l'Arabie saoudite font partie des quinze pays interdisant encore aux femmes de travailler sans l’accord de leur tuteur légal (le wali),,.
Les inégalités sociales et économiques sont anciennes et se sont encore accrues avec la crise financière de 2008, notamment en Égypte où le chômage massif des jeunes combiné au doublement du prix du pain (résultant d'une hausse brutale des cours mondiaux du blé) sont largement à l'origine de la révolte de 2011, durant laquelle les manifestants scandaient « Du pain ! De la liberté ! »,.
Le modèle économique le plus répandu au Moyen-Orient est caractérisé par l'existence d'une rente, le plus souvent pétrolière mais aussi minière ou touristique, qui profite à une minorité, par un secteur public hyper-développé, et par un secteur privé dominé par la corruption et la connivence avec la classe politique. La rente pétrolière apporte des revenus considérables aux États de la péninsule arabique qui prennent conscience de la nécessité de se préparer à sortir d'un modèle économique trop centré sur le pétrole parce que les réserves ne sont pas inépuisables et aussi parce que le monde s'en détourne progressivement pour des raisons climatiques. Les écarts de richesse entre ceux dans les pétrodollars-monarchies qui en bénéficient directement et le reste de la population sont aussi un facteur d'instabilité dans la région,.

#### Années 2000
Au début des années 2000, de nombreux pays de la région, encouragés par le FMI commencent à privatiser les entreprises publiques, à libéraliser leurs politiques commerciales et à mettre fin au contrôle des prix afin de stimuler la croissance et de réduire les pressions budgétaires. Malgré une croissance de l'ordre de 2 à 3 % par an du PIB par habitant durant la décennie 2000, ce modèle économique est source de trop de pauvreté et d'inégalités pour ne pas être instable et ne favorise ni les investissements étrangers ni l'émergence d'un secteur économique privé fort, capables d'améliorer structurellement le contexte socio-économique. De plus, dans des pays comme l'Égypte ou le Liban, un petit nombre de privilégiés proches du pouvoir ont pu capter les bénéfices de ces politiques libérales,.
Corollaire de cette politique de libéralisation de leurs économies, la part des emplois publics garantis diminue et l'offre de services publics, d'éducation et de soins de santé est réduite, entraînant une baisse du niveau de vie dans de larges couches de la classe moyenne, composée principalement d’employés du secteur public. Entre 2000 et 2009, le niveau de vie général baisse dans la région, de même que les niveaux de santé et d'éducation. En 2010, un jeune sur quatre de la région est au chômage, soit le taux le plus élevé au monde. En 2010, 40,3 millions de personnes au Moyen-Orient souffrent de pauvreté multidimensionnelle au sens du PNUD. En Égypte, par exemple, tandis que la part des personnes employées par le gouvernement passe de 32 % en 1998 à 26 % en 2006, le pourcentage de personnes vivant sous le seuil de pauvreté national passe de 16,7% en 2000 à 22,0% en 2008. Au Yémen, le taux de pauvreté passe de 34,8% en 2005 à 42,8% en 2009. Dans le même temps, les mouvements de protestation pourtant modestes en Égypte et en Syrie sont réprimés et les initiatives civiques étouffées, alors que le travail d'organisations caritatives islamiques est encouragé, en particulier dans les programmes d'assistance sociale et d'urgence, de réduction de la pauvreté et de microfinance.

#### Années 2010

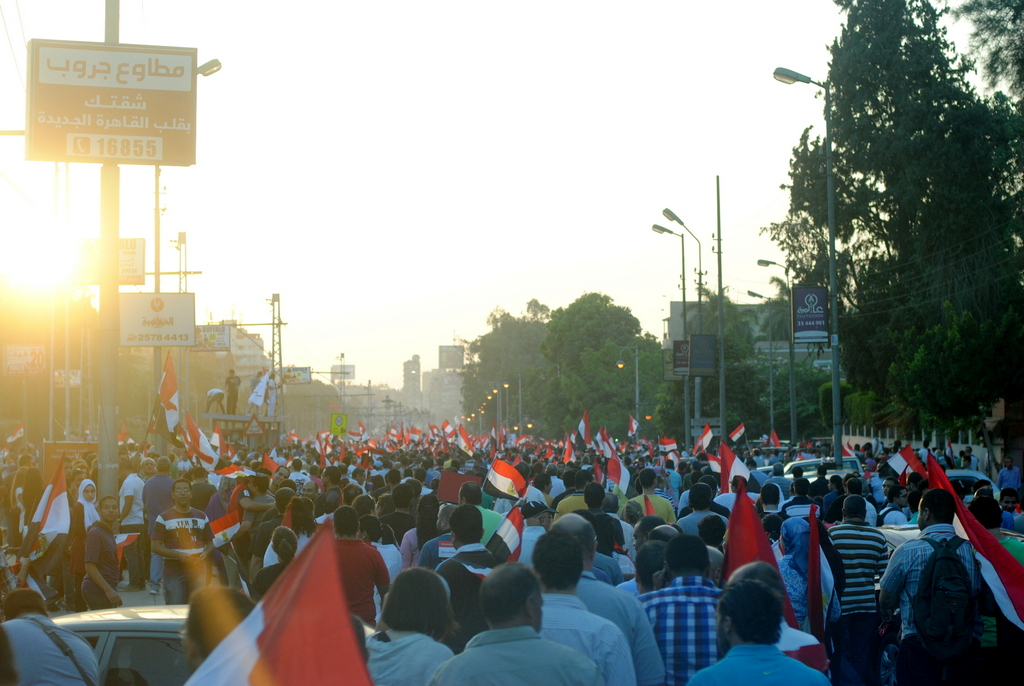
Marche de protestation contre Morsi le 28 juin 2013.

Le mécontentement explose avec les manifestations des années 2010-2011, communément appelées le Printemps arabe. Dans des pays aussi divers que l'Égypte, la Libye, la Syrie et la Tunisie, la population descend dans la rue pour défier les dirigeants autoritaires et réclamer dignité, égalité et justice sociale. Sauf en Tunisie, les espoirs de changement nés de ces mouvements sont finalement déçus.
En Égypte, l'armée monte un coup d'État en 2013 pour destituer le gouvernement élu démocratiquement des Frères musulmans. En Libye et en Syrie, les dictateurs réagissent violemment aux manifestations pacifiques, déclenchant des guerres civiles brutales qui se transforment en conflits internationaux par procuration. Même dans les pays qui ne connaissent pas de mouvement populaire d'importance, les dirigeants répriment toute dissidence et utilisent leurs ressources pour saper les transitions démocratiques à travers le Moyen-Orient. La croissance par an du PIB par habitant dans les années 2010 est faible, souvent inférieure à celle de la décennie précédente, dans un contexte de durcissement de la répression politique dans des pays majeurs de la région comme l'Égypte, l'Arabie saoudite ou les Émirats arabes unis.
À la fin des années 2010, les conditions économiques et politiques qui sont à l'origine du Printemps arabe n'ont fait que s'aggraver. Selon le rapport de 2018 sur la pauvreté multidimensionnelle rédigé par le PNUD et l'OPHI, près d'un cinquième de la population des États arabes, soit 65 millions de personnes, vit dans une « pauvreté extrême », un autre tiers étant «pauvre» ou «vulnérable». En Égypte, le taux de pauvreté est passé de 28 % en 2015 à 33 % en 2018, en grande partie à cause des mesures d'austérité et de la dévaluation de la livre égyptienne en 2016. Près de 85 % des Syriens et 80 % des Yéménites vivent en 2018 dans la pauvreté. En 2016, plus de 15 millions d'enfants du Moyen-Orient et du Maghreb ne sont pas scolarisés, une régression par rapport aux niveaux de 2007,.

#### Nouveaux succès des mouvements populaires, baptisés «hirak» (arabe:الحراك,Mouvement)
À bien des égards, à la fin des années 2010, la situation est au Moyen-Orient pire sur de nombreux indicateurs de développement qu'il y a dix ans. Si les manifestations du Printemps arabe n'ont pas conduit aux réformes que leurs acteurs espéraient, elles ont réussi à favoriser une culture d'activisme politique et de dissidence parmi la jeunesse, qui persiste encore. Les gouvernements ne peuvent plus présumer que leurs citoyens resteront passifs, les années 2018 et 2019 en apportent la confirmation, avec le succès de plusieurs mouvements de contestation, baptisés souvent du néologisme « hirak ».
En 2018, des mouvements de protestation ont lieu en Irak, en Jordanie, au Liban, au Maroc, au Soudan et en Tunisie. Au premier semestre 2019, les manifestations en Algérie et au Soudan forcent leurs dirigeants respectifs, Abdelaziz Bouteflika et Omar al-Bashir, à démissionner. Dans ces deux pays, les manifestants ont privilégié l'action pacifique même face aux réponses violentes du gouvernement, tout en exigeant en même temps de véritables réformes démocratiques plutôt qu'une nouvelle forme de régime militaire. En octobre 2019, un soulèvement éclate de manière spontanée au Liban, sans préavis, et conduit en moins de deux semaines à la démission du Premier ministre, Saad Hariri. Initialement porté par une crise profondément sociale, le mouvement se mute rapidement en une critique du système confessionnel libanais, jugé responsable de décennies d’espoirs déçus, et en un rejet des dirigeants libanais, peu enclins à réformer un système défaillant et empêtrés dans le clientélisme communautaire, qui n'épargne pas le Hezbollah. De même, malgré une répression causant plusieurs centaines de morts, les manifestants en Irak ne reculent pas forçant le Premier ministre Adel Abdel-Mehdi à démissionner fin novembre 2019,.

### Fracture religieuse
Au centre du Moyen-Orient, la péninsule arabique est le cœur du monde arabe et de l'islam. Au carrefour de trois continents, la péninsule est le berceau d'une culture forte basée sur le nomadisme et d'une civilisation majeure reposant sur l'islam, religion dont les adeptes sont les musulmans,.
Dès l'origine, l'ambition de la communauté musulmane qui se forme autour de Mahomet n'est pas seulement religieuse mais aussi politique. L'expansion territoriale par la guerre sainte, le djihad, vise à diffuser l'islam tout en bâtissant la maison de l'islam, Dar al islam. L'empire arabo-musulman qui se met en place en un siècle répand l'islam des Pyrénées à la Perse et à l'Inde de façon durable. De nos jours, le monde arabe demeure le cœur de l'islam en raison de l'histoire, de la présence des trois Lieux Saints et de la langue arabe, langue de la révélation coranique. Le Moyen-Orient est la région du monde qui compte le plus de musulmans en proportion de sa population, mais elle est en nombre de croyants dépassée par l'Asie. Selon une étude publiée en 2015 par le Pew Research Center sur l'évolution des religions dans le monde, la région MENA, qui réunit le Moyen-Orient et l'Afrique du Nord, comptera en 2020 sur une population totale de 409 millions d'habitants, environ 93 % de musulmans, 3,5 % de chrétiens et 1,5 % de juifs.
Mais derrière cette unité apparente, le schisme chiite et la diversité de communautés d'écoles juridiques, est une cause de tensions entre les États où l'islam sunnite demeure la référence et ceux, moins nombreux, où le chiisme est majoritaire ou bien dont la minorité est suffisamment importante pour s'imposer,,. La fracture qui scinde l'islam en deux branches principales, le sunnisme et le chiisme, intervient moins de trente ans après la mort du prophète Mahomet. À la même époque, une troisième branche d'orientation rigoriste apparaît, les khâridjites, dont les descendants, les Ibadites, vivent principalement à Oman. L'islam sunnite rassemble de nos jours environ 85 % des musulmans, tandis que les chiites en représentent moins de 15 % et les Ibadites moins de 1 %. Le hadj, pèlerinage annuel à La Mecque où se rendent 2 à 3 millions de pèlerins, illustre ces tensions. l'Arabie saoudite qui l'organise en tire un prestige important sur lequel elle s'appuie pour s'affirmer comme le leader de l'islam sunnite aux dépens de l'Égypte et surtout des mollahs au pouvoir en Iran pour qui elle est le principal obstacle à leur ambition de se poser en guides de l'islam mondial et de faire de la république islamique d'Iran le modèle du véritable État islamique.
Les chiites sont majoritaires en Iran, en Irak et à Bahreïn. Ils sont aussi une part importante de la population musulmane au Liban et au Yémen. L'expression « croissant chiite » désigne l'alliance politique née au début de ce siècle et de plus en plus forte qui rassemble l'Iran, l'Irak et le Liban, États à majorité ou à forte minorité chiite, et qui apporte son soutien à des minorités chiites en Afghanistan, en Syrie, au Yémen à l'occasion des conflits qui ravagent ces trois États. Bahreïn, fortement arrimé à l'Arabie saoudite, fait exception mais les émeutes de 2011 montrent que le pouvoir de la monarchie constitutionnelle en place est fragile.
| Pays            | Nbre (millions) | % de la population | % du monde |
| --------------- | --------------- | ------------------ | ---------- |
| Iran            | 66-70           | 90-95 %            | 37-40 %    |
| Irak            | 19-22           | 65-70 %            | 11-12 %    |
| Turquie         | 7-11            | 10-15 %            | 4-6 %      |
| Yémen           | 8-10            | 35-40 %            | 5 %        |
| Afghanistan     | 3-4             | 10-15 %            | 2 %        |
| Syrie           | 3-4             | 15-20 %            | 2 %        |
| Arabie saoudite | 2-4             | 10-15 %            | 1-2 %      |
| Liban           | 1-2             | 45-55 %            | <1 %       |
| Koweït          | 0,5-0,7         | 20-25 %            | <1 %       |
| Bahreïn         | 0,4-0,5         | 65-75 %            | <1 %       |

Le schisme entre sunnites et chiites est de nature politique et religieuse. À l’époque moderne, en Arabie saoudite, à Bahreïn et, surtout, en Irak, le conflit sunnites-chiites manifeste l’opposition séculaire entre nomades sunnites et groupes sédentaires chiites. En réaction à la présence occidentale sur leurs terres, les élites sunnites le plus souvent pactisent – notamment en Irak et au Liban – avec les puissances mandataires pour conserver le monopole ou le bénéfice du pouvoir, tandis que les autorités politiques et religieuses chiites s’affirment contre le colonialisme européen. La révolution islamique en Iran, en 1979, sonne le réveil de l’ensemble des communautés chiites du monde arabe dont l'influence ne cesse de s'étendre depuis au point de s'imposer en Irak et au Liban aux dépens des sunnites.

### Extrémisme et terrorisme
Le Moyen-Orient est la région du monde où le terrorisme fait le plus de victimes. Selon le Global Terrorism Index, sur les dix États les plus touchés par le terrorisme entre 2000 et 2017, quatre d'entre eux sont au Moyen-Orient, par ordre décroissant du nombre de victimes l'Irak, l'Afghanistan, la Syrie et le Yémen, trois sont en Afrique et trois en Asie. Depuis le début du siècle, le terrorisme a fait dans le monde plus de 270 000 morts dont 150 000 au Moyen-Orient,.
Les attentats du 11 septembre 2001 perpétrés aux États-Unis par Al-Qaïda marquent le début d'une vague de terrorisme islamiste qui culmine en Afghanistan et surtout avec la guerre confessionnelle en Irak jusqu'en 2007, où une baisse spectaculaire du nombre de victimes est toutefois enregistrée entre 2007 et 2011. En 2007, près de 13 000 personnes meurent dans le monde victimes d'un acte terroriste, dont 6 700 en Irak et 1 200 en Afghanistan. En 2010 et 2011, le nombre de victimes en Irak est ramené à moins de 2 000 par an.
Entre 2011 et 2014, le nombre de victimes du terrorisme augmente considérablement pour atteindre un pic de 40 000 morts, dont 14 000 en Irak, 5 400 en Afghanistan et 3 300 en Syrie et un total de 24 000 victimes au Moyen-Orient. En baisse depuis lors, le nombre de victimes reste cependant encore très élevé avec plus de 16 000 morts en 2017. Cette vague terroriste coïncide avec les lendemains du printemps arabe en Égypte, l’intensification du conflit intérieur en Irak et la montée de l'État islamique (Daech), la guerre civile syrienne, ainsi que la reprise de la lutte armée du PKK en Turquie,.
Les quatre groupes terroristes qui font le plus de victimes sont l'État islamique (Daech), Al-Qaïda, le mouvement taliban afghan et Boko Haram. Les trois premiers ont leur racine au Moyen-Orient, tandis que le quatrième est né en Afrique au Nigeria, mais tous quatre appartiennent au courant islamique radical dont sont issus également de nombreuses autres organisations terroristes. Depuis 2001, le Conseil de sécurité des Nations-Unies a adopté de nombreuses résolutions pour lutter contre le terrorisme international, qui visent en priorité Al-Qaïda et l'État islamique, mais pas seulement. Le département d'État américain gère une liste des organisations considérées comme terroristes par les États-Unis, et le Conseil de l'Union européenne tient à jour également une telle liste.

### L'eau, ressource rare et inégalement répartie
L'eau est une ressource indispensable mais rare dans de nombreux pays du Moyen-Orient. Autant un problème de quantité que de répartition, la question de l’eau est depuis longtemps un facteur de tensions intrarégionales d'autant que les grands chantiers d'aménagement hydraulique menés depuis les années 1950 sur le cours amont des fleuves perturbent les équilibres naturels. Le réchauffement climatique, la pollution des eaux et l'accroissement rapide de la population dans la région sont des facteurs d'aggravation de la situation. Le désert couvre une part importante de l'espace moyen-oriental, mais la région est riche de trois grands bassins fluviaux autour desquels la population s'est concentrée depuis l'Antiquité, le Nil, le Tigre et l'Euphrate, et le Jourdain. Les deux premiers assurent un large approvisionnement aux populations des pays qu'ils traversent comme la Turquie, l'Irak ou l'Égypte. En revanche, la Jordanie, les territoires palestiniens et Israël sont en situation de pénurie d'eau dès lors que le Jourdain est devenu un levier politique aux mains de ceux qui contrôlent la répartition et l'use de l'eau qu'il apporte. Au début des années 2010, le partage de l'eau au Moyen-Orient est plus que jamais un enjeu de pouvoir.

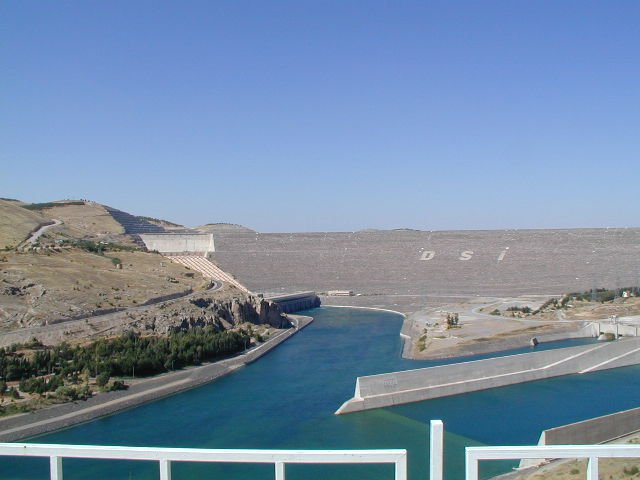
Le barrage Atatürk, pièce centrale du projet d'Anatolie du Sud-Est.

Les pays aval sont dans une situation de dépendance vis-à-vis des pays amont qui peuvent par des aménagements hydrauliques diminuer les volumes d'eau qui arrivent jusqu'à eux. Ainsi, l'Égypte dépend du Soudan et de l'Éthiopie, qui construit depuis 2013 le barrage de la Renaissance sur le Nil bleu au sujet duquel d'âpres discussions ont lieu entre ces pays. La Turquie entreprend depuis 1972 en Anatolie un vaste programme d'équipement hydraulique du Tigre et de l'Euphrate qui réduit fortement le débit des deux fleuves à leur entrée en Syrie puis en Irak. Des accords de répartition des eaux sont signés par ces trois États, mais la Turquie est en position de force et d'importantes réduction des récoltes sont constatées en Syrie et en Irak.
L’eau fait partie intégrante du conflit israélo-palestinien : les conquêtes territoriales réalisées par Israël durant la guerre des Six Jours de 1967 lui donnent le contrôle du Jourdain et d'importantes nappes phréatiques dans le Golan, avec pour conséquence d'importantes restrictions de la consommation d'eau en Jordanie et Cisjordanie malgré les accords partiels trouvés entre les parties. La bande de Gaza ne possède que très peu de ressources hydriques.
Aucun cours d'eau permanent ne coule dans la péninsule arabique où prédomine un climat désertique. Les revenus tirés du pétrole et du gaz et les espaces maritimes qui la bordent lui permettent de s'adapter aux contraintes climatiques et d'accéder facilement aux ressources qui lui manquent. Des investissements importants sont consentis dans la désalinisation de l'eau de mer.

## Coopérations politiques, économiques et de défense
Les initiatives de rapprochement de deux ou plusieurs États menées au cours de la seconde moitié du XXe siècle ont échoué, à l'exception de la constitution des Émirats arabes unis qui regroupent depuis 1971 dans un État fédéral sept émirats parmi lesquels Abou Dabi et Dubaï. En revanche, les organisations régionales dans les domaines politique, économique et militaire fondées durant le XXe siècle continuent d'être les cadres de coopération institutionnelle de référence dans la région. Elles sont cependant loin d'être des organisations régionales aussi structurées et influentes que le sont l'Union européenne et l'Alliance atlantique dans le monde occidental.

### Coopérations politiques
Les trois principales organisations politiques de l'espace moyen-oriental sont la Ligue des États arabes fondée en 1945, l'Organisation de la coopération islamique et le Conseil de coopération du Golfe.

#### Ligue des États arabes

Pays membres de la Ligue arabe

Fondée en 1945 par sept États, la Ligue des États arabe est rejointe entre 1953 et 1993 par quinze autres États arabes d'Afrique, du Levant et de la péninsule arabique. Le principe de l'admission de plein droit de la Palestine est posé explicitement dans la charte fondatrice, qui stipule notamment que « le Conseil de la Ligue doit désigner un délégué arabe de la Palestine pour participer à ses travaux jusqu'à ce que ce pays obtienne son indépendance effective ». L'Organisation de libération de la Palestine (OLP) est admise en 1976 comme le représentant unique des palestiniens. La Ligue soutient en 2011 l'appel aux Nations unies demandant que la Palestine, à l'intérieur des frontières de 1967, devienne un État membre à part entière de l'organisation internationale.
Durant les cinquante premières années de son existence, la Ligue arabe n'a pas pu adopter une ligne politique unifiée vis-à-vis des grandes puissances dans le contexte de la guerre froide, et a été divisée par la prévalence des intérêts étatiques résultant notamment des rivalités entre les monarchies traditionnelles et les républiques révolutionnaires d'Égypte ou de Libye. Dans le conflit entre Israël et les États arabes, elle adopte une position maximaliste, refusant de reconnaître l'existence de l'État hébreu,.
La Ligue connaît des évolutions notables depuis le début du nouveau siècle. En 2002, elle propose un plan de paix à Israël qui traduit une reconnaissance de son droit à exister, mais dont les termes sont trop éloignés des positions israéliennes pour être acceptables. En 2003, face aux menaces américaines d'intervenir en Irak, la Ligue arabe définit une position commune a minima en réaffirmant lors de son sommet annuel « le refus absolu de toute attaque contre l'Irak et de toute menace dirigée contre la sécurité et l'intégrité de tout Etat arabe », alors que peu de dirigeants arabes soutiennent Saddam Hussein, et qu'en 1990 plusieurs d'entre eux avaient participé à la coalition internationale formée à la suite de l'invasion du Koweït par l'Irak. Les divergences sont en réalité profondes entre ceux pour qui le nationalisme arabe doit prévaloir et ceux dont la sécurité et l'économie sont très liées aux États-Unis, mais qui doivent aussi tenir compte d'une opinion publique largement anti-américaine et socialement remuante. La Ligue apporte son soutien à plusieurs révolutions du Printemps arabe. En Libye, la Ligue appuie en mars 2011 la rébellion contre le régime du colonel Kadhafi dont elle estime qu'il a perdu sa légitimité en raison des violences commises et se prononce en faveur de la mise en place d'une zone d'exclusion aérienne pour empêcher l'aviation pro-gouvernementale de bombarder les forces rebelles ; cette décision ouvre la voie au vote d'une résolution de l'ONU qui permettra à l'OTAN d'intervenir militairement. Constatant l'ampleur du soulèvement contre le pouvoir syrien, l'ampleur de la répression et que le plan de paix négocié avec le régime de Bachar el-Assad n'est pas appliqué, la Ligue exclut la Syrie de l'organisation en novembre 2011 et appelle tous les courants de l'opposition syrienne à se mettre d'accord sur un projet unique pour la gestion de la transition prochaine.
Historiquement dominée par l'Égypte, la Ligue arabe est dans les années 2010 de plus en plus sous l'influence de Ryad qui cherche à l'utiliser pour contrer l'Iran. En mars 2016, la Ligue arabe qualifie le Hezbollah d’organisation terroriste,.

#### Conseil de coopération du Golfe
| Pays membre du CCG | Population (milliers) (2017) | Superficie (km2) (2016) | PIB PPA (109 $ const. 2011) (2017) | PIB/hab ($ PPA const. 2011) (2017) |
| ------------------ | ---------------------------- | ----------------------- | ---------------------------------- | ---------------------------------- |
| Arabie saoudite    | 32 938                       | 2 149 690               | 1 615                              | 48 804                             |
| Bahreïn            | 1 493                        | 758                     | 65                                 | 43 320                             |
| EAU                | 9 400                        | 83 600                  | 633                                | 66 676                             |
| Koweït             | 4 137                        | 17 818                  | 268                                | 66 009                             |
| Oman               | 4 636                        | 309 500                 | 174                                | 37 329                             |
| Qatar              | 2 639                        | 11 586                  | 309                                | 113 262                            |

Fondé en 1981, le Conseil de coopération des États arabes du Golfe (CCG) a pour membres les six monarchies de la péninsule arabique qui sont naturellement proches de par leur unité géographique, historique et culturelle. De nos jours, leur richesse en hydrocarbures est le principal facteur structurant de leur économie, de leur société mais aussi de leur environnement géopolitique Dans un Moyen-Orient traversé de crises et de facteurs d'instabilité, les monarchies du Golfe cherchent avant tout à préserver leur stabilité face aux menaces intérieures et extérieures et à garantir leur indépendance en assurant l'approvisionnement régulier en pétrole et en gaz des États occidentaux et asiatiques pour lesquels il fait partie de leurs intérêts nationaux vitaux. Elle se met en place dans les années 1979-1981 marquées précisément par un contexte sécuritaire bouleversé par la chute du Chah et l'avènement d'une république islamique en Iran, la guerre entre l'Iran et l'Irak, l'invasion soviétique en Afghanistan et l'arrivée de communistes au pouvoir en Éthiopie. l'Arabie saoudite, de loin le plus puissant des six États membres y joue dès l'origine un rôle clé,,,,.
Sur le plan économique, le CCG instaure une zone de libre échange entre ses membres. La dimension sécuritaire du GCC est toujours au cœur de cette alliance : en 2011, les troupes saoudiennes et émiraties du Bouclier de la Péninsule, branche militaire du CCG, interviennent pour réprimer le soulèvement à Bahreïn de la population, majoritairement chiite. En mars 2015, une coalition d'États sunnites emmenée par l'Arabie saoudite intervient dans la guerre civile yéménite pour contrer la rébellion houthie.
Toutefois, les États membres sont loin d'adopter systématiquement les vues de l'Arabie saoudite. Ainsi le sultanat d'Oman, qui mène une politique étrangère modérée et joue souvent un rôle de médiateur dans les crises régionales, maintient de bonnes relations avec les Occidentaux et l'Iran avec lequel il partage le contrôle du détroit d'Ormuz par lequel transitent 40 % des flux d'hydrocarbures mondiaux. Le sultan Qabous, qui dirige Oman depuis 1970 et en a fait un îlot de stabilité, refuse en décembre 2013 le projet d'union des pays du Golfe proposé par les Saoudiens. Et surtout, Mascate refuse de s'associer aux sanctions adoptées contre le Qatar par les autres États membres du CCG en 2014 et 2017.
La domination saoudienne sur la péninsule arabique se heurte principalement à la volonté du Qatar de mener une politique étrangère indépendante et ambitieuse qu'il a les moyens de financer grâce à la découverte en 1971 du gisement gazier de North Field, le plus grand au monde, qu'il exploite conjointement avec l'Iran. Le réseau d'information qatari Al Jazeera est la voix des opposants aux régimes autoritaires de la région, notamment des Frères musulmans. Bien qu'il abrite deux grandes bases militaires des États-Unis, principaux alliés des Saoudiens, ceux-ci ouvrent en juin 2017 la plus grave crise qu'a connu le CCG : conjointement avec les EAU et Bahreïn, rejoints par l'Égypte et le Yémen, ils rompent leurs relations diplomatiques avec le Qatar et décrètent un embargo à son encontre, l'accusant de déstabiliser la région et de soutenir des groupes terroristes, y compris Al-Qaïda, l’organisation État islamique et la confrérie des Frères musulmans. L’Arabie saoudite et Bahreïn suspendent toutes les liaisons terrestres, aériennes et maritimes avec l’émirat, ce qui bloque les importations de biens par voie terrestre du Qatar à travers l’Arabie saoudite, seul pays frontalier. Le Qatar réussit à réorganiser ses approvisionnements avec le soutien en particulier de l'Iran, de la Turquie et de l'Inde et à conserver sa place dans le concert diplomatique grâce aux réassurances de ses alliés occidentaux et aux déboires des Saoudiens en difficulté au Yémen et dont l'image est ternie fin 2018 par l'affaire Khashoggi,,,.
Début janvier 2021, le blocus est levé et la réconciliation scellée à l'occasion du sommet du CCG en Arabie saoudite auquel l'émir du Qatar, Tamim Al-Thani, participe en personne. L'élection de Joe Biden, annonciatrice d'une politique américaine moins favorable à l'Arabie saoudite, a contribué à cet accord conclu sous l'égide du Koweït et des États-Unis, ceux-ci y voyant aussi une opportunité de réduire le soutien financier qatarien à l'Iran.

#### Organisation de la coopération islamique
Fondée en 1969, l'organisation de la coopération islamique (OCI) compte 57 membres parmi lesquels tous les États du Moyen-Orient, sauf Israël. L’OCI « entretient des relations de concertation et de coopération avec l’ONU et d’autres organisations intergouvernementales, pour protéger les intérêts vitaux des musulmans et œuvrer pour le règlement des conflits dans lesquels des Etats membres se trouvent impliqués ». Organisation religieuse par essence, elle agit selon les termes de sa charte dans les domaines politiques, économiques, sociaux et culturels. L'un de ses objectifs est de « soutenir le peuple palestinien et lui donner les moyens d’exercer son droit à l’autodétermination et à créer son État souverain ». Ainsi, ce soutien se manifeste par la convocation d'un sommet extraordinaire de l'OCI en décembre 2017 à la suite de la reconnaissance de Jérusalem comme capitale d’Israël par Washington pour réaffirmer que Jérusalem-Est est et demeure la capitale de l’État de Palestine,. De même, à la suite des manifestations palestiniennes à la frontière entre Israël et la bande de Gaza de mai 2018, l'OCI réclame la formation d'une force de protection internationale pour les Palestiniens. Toutefois, l'Arabie saoudite et ses alliés ne souhaitent pas que des actions concrètes soient menées contre Israël afin de ne pas heurter Washington dont ils espèrent le soutien pour contrer l'Iran.

### Coopérations économiques
L'Arabie saoudite et la Turquie dont le PIB les place respectivement au premier et au deuxième rang au Moyen-Orient, sont les deux seuls États de la région membres du G20.
L'Organisation des pays exportateurs de pétrole est un cartel intergouvernemental qui compte quinze États parmi les plus importants producteurs de pétrole au monde. Au Moyen-Orient, l’Arabie saoudite, les Émirats arabes unis, l’Irak, l’Iran, le Koweït et le Qatar en sont membres. Son objectif est de coordonner les volumes de production afin de peser sur le niveau des prix du pétrole sur les marchés internationaux. De très gros producteurs, dont les États-Unis et la Russie n'en font pas partie, limitant ainsi sa capacité de régulation du marché,. Conséquence indirecte de la crise ouverte en 2017 par l'Arabie saoudite à l'encontre du Qatar, celui-ci quitte l'OPEP en 2019, sans grand impact en raison du volume modeste de sa production pétrolière.

### Coopérations militaires
La fragmentation politique du Moyen-Orient se retrouve dans l'absence d'organisation de coopération militaire forte régionale ou sub-régionale. En revanche les relations bilatérales dans le domaine de la sécurité entre les États-Unis et respectivement Israël et l'Arabie saoudite constituent des axes stratégiques forts.
Un premier accord d'assistance et de défense mutuelle est signé entre les États-Unis et l'Arabie saoudite en 1951, qui autorise des ventes d'armes américaines aux Saoudiens et prévoit l'assistance des États-Unis à la formation de leurs forces armées. Les ventes et les coopérations n'ont pas cessé depuis. Dans les années 2010, d'importants contrats d'armements sont conclus,.
L'accord de coopération stratégique signé en 1981 entre les Américains et les Israéliens dans le contexte de la guerre froide est toujours en force, et surtout les États-Unis continuent d'accorder chaque année à Israël une aide militaire d'au moins 3 milliards US$. L'Arabie saoudite est le plus important client à l'exportation de l'industrie de défense américaine. En 2018, les contrats en cours totalisent 100 milliards US$.
Sur le plan régional, deux initiatives de coopération militaire multilatérale voient le jour durant la deuxième décennie de ce siècle, les deux emmenées par l'Arabie saoudite : la principale en est l'Alliance militaire islamique fondée en décembre 2015 pour lutter contre le terrorisme, la seconde initiative est la coalition formée en mars 2015 pour intervenir dans la guerre civile yéménite, connue initialement sous le nom d'opération Tempête décisive.
L'Alliance militaire islamique a pour objet de protéger ses membres et les autres pays contre les menaces permanentes de plus en plus graves que font peser les groupes extrémistes violents. Cette coalition qui compte plus de trente États membres s'inscrit dans le cadre de la lutte contre Daech. Ses membres sont les pays sunnites du Moyen-Orient, quelques pays d'Asie dont principalement le Pakistan qui joue un rôle important, et de nombreux pays d'Afrique.
En 2017 et 2018, l'administration américaine incite les États du Golfe, l'Égypte et la Jordanie à former une « Alliance stratégique du Moyen-Orient » vite surnommée l'« OTAN arabe ». Les membres potentiels sont les États de l'« arc sunnite » et son objet principal serait bien de constituer un front politiquement solide et militairement organisé face à l'Iran,.

## Pôles de puissance régionaux
| Levier de puissance                                                                                | SAU      | EGY      | IRN     | ISR      | TUR      |
| -------------------------------------------------------------------------------------------------- | -------- | -------- | ------- | -------- | -------- |
| Démographie                                                                                        | 32,9     | 97,5     | 81,1    | 8,3      | 80,7     |
| PIB                                                                                                | 684      | 235      | 440     | 351      | 851      |
| PIB / habitant (rang au M.-O.)                                                                     | 4        | 12       | 9       | 7        | 8        |
| IDH                                                                                                | 0,853    | 0,696    | 0,798   | 0,903    | 0,791    |
| Religion dominante                                                                                 | Sunnisme | Sunnisme | Chiisme | Judaïsme | Sunnisme |
| Alliances fortes avec :                                                                            | USA      | SAU USA  |         | USA      | OTAN     |
| - Classé dans les trois premiers - Classé dans les six premiers - Non classé dans les six premiers |          |          |         |          |          |
| Notes GEO 1. 2. 3.                                                                                 |          |          |         |          |          |

Le Moyen-Orient n'est pas dominé de manière incontestable par une ou deux puissances régionales capables d'imposer leur politique à l'ensemble des États qui le composent. Pour autant, plusieurs États y jouent un rôle important et tentent de façon constante d'atteindre le statut de grande puissance régionale. Leurs leviers sont de différentes natures, religieux, économiques, historiques, démographiques ou géopolitiques mais aucun ne possède de position forte sur tous ces leviers à la fois ce qui freine leur accession au leadership régional. Cinq pays ont cette ambition : deux États arabes, l'Arabie saoudite et l'Égypte, l'Iran héritier de l'Empire perse, la Turquie bâtie elle aussi sur les décombres d'un vaste empire et enfin Israël, pays récent mais doté d'infrastructures modernes. Bien que la région du Moyen-Orient soit fréquemment assimilée au monde arabe, ces trois derniers pays ne sont pas des pays arabes.
Les ambitions et rivalités intra-régionales résultent de facteurs multiples issus d'une histoire pluri-millénaire qui vit tout à tour les Égyptiens, les Perses, les Ottomans ou les Arabes dominer la région, mais aussi de facteurs contemporains comme les ingérences étrangères,,,,, la richesse pétrolière ou l'islamisme. Cette fragmentation génère des alliances et des oppositions sans jamais que ces cinq pays ne s'affrontent directement dans un conflit armé depuis le début du XXIe siècle. Ces rivalités se traduisent en particulier par une forme de guerre froide entre l'Arabie saoudite et l'Iran appuyés de leurs alliés respectifs. Comme au temps de la guerre froide entre États-Unis et URSS, les deux puissances rivales, qui n'ont plus de relations diplomatiques depuis 2016, mènent au Yémen une guerre par procuration sans jamais s'affronter directement, ou appuient financièrement et militairement des camps opposés dans des conflits dont les causes sont plus larges comme la guerre civile syrienne. En soutenant le Hezbollah libanais, l'Iran mène une politique très hostile à Israël qui bénéficie en contrepoint d'une certaine convergence d'intérêts avec l'Égypte et l'Arabie saoudite.

### Arabie saoudite
L'Arabie saoudite possède d'importants atouts dans le jeu régional. Au centre du Moyen-Orient et occupant la plus grande partie de la péninsule arabique, elle est la gardienne des deux principaux lieux saints de l'islam, situés à La Mecque et à Médine et reconnus comme tels par toutes les branches de l'islam. Les pèlerinages à la Mecque, le Hajj et la Oumra, rassemblent plusieurs millions de pèlerins. À ce titre, l'Arabie saoudite jouit d'un grand prestige dans l'ensemble du monde musulman.
Le deuxième grand atout du pays est sa richesse en hydrocarbures. Elle est l'un des trois plus gros pays producteurs au monde. En 2017 et durant les deux années précédentes, elle a produit autour de 12 millions de barils par jour, tandis que l'Iran, l'Irak et les Émirats en ont produit entre 4 et 5 millions. Combinée avec sa production de gaz qui la met au troisième rang dans la région, l'Arabie saoudite bénéficie depuis des décennies d'une manne financière qui est la source de sa puissance. Elle peut ainsi consacrer chaque année 10 milliards US$ à propager le wahhabisme à travers le monde. Le programme économique Vision 2030, lancé par le Prince héritier Mohammed ben Salmane en avril 2016, vise à sortir le pays de sa dépendance historique au pétrole et à diversifier son économie,.

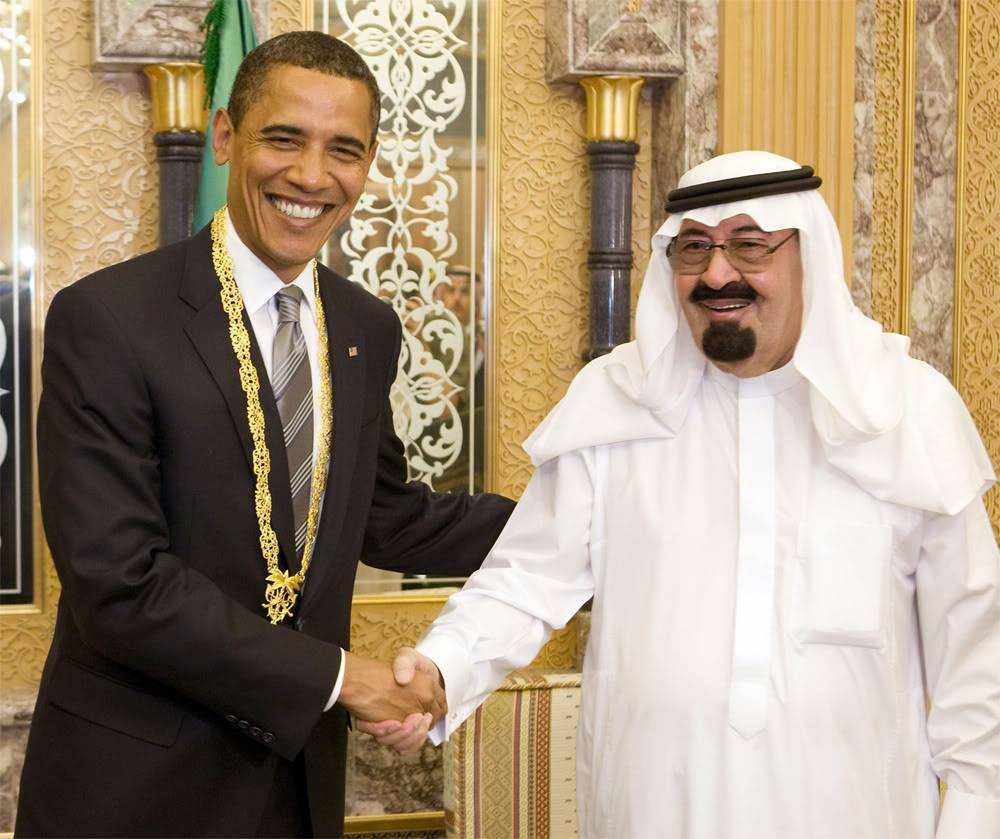
Rencontre entre Barack Obama et le roi Abdallah d'Arabie saoudite en juillet 2014.

L'Arabie saoudite exerce une sorte de «pax arabia » dans toute la péninsule et fait figure de leader des États sunnites. Au moment des « printemps arabes » l'ensemble des États sunnites importants font bloc face au chiisme : les forces saoudiennes, émiraties et qataries intervienent conjointement au nom du CCG en 2011 pour soutenir la dynastie sunnite des Khalifa qui règne sur Bahreïn lorsque la minorité chiite se soulève. Toujours en 2011, les États sunnites apportent leur soutien à la rébellion en Syrie, principalement le fait de sunnites, contre le régime de Bachar-el-Assad appuyé par l'Iran. Ce bloc se désagrège progressivement dans les années 2013-2015 tant la situation devient complexe en Syrie et en raison aussi de la place prise par les Frères musulmans à la suite des printemps arabes en Tunisie, Libye ou Égypte, avec l'appui du Qatar et de la Turquie mais au grand déplaisir de l'Arabie saoudite et des Émirats arabes unis,.
La prédominance de l'Arabie saoudite dans le monde sunnite se heurte principalement à la volonté des Qataris de mener leur propre politique étrangère. La fissuration du bloc sunnite est largement liée au soutien apporté par l'émir du Qatar au président égyptien Morsi issu du mouvement des Frères musulmans qui est finalement renversé en juillet 2013 par un pronunciamento mené par le général Sissi appuyé par l'Arabie saoudite et les Émirats. Depuis lors, le fossé ne cesse de se creuser jusqu'à ce qu'en juin 2017 le bloc saoudien formé de ce pays, des Émirats arabes unis, de Bahreïn et de l'Égypte rompe ses relations diplomatiques avec le Qatar et décrète un embargo total à son encontre.
L'Arabie saoudite est allié de longue date avec les États-Unis. Cette alliance connaît toutefois des périodes de fortes tensions. L'affaire Khassogi, du nom du journaliste saoudien assassiné en Turquie en octobre 2018, abîme l'image du royaume saoudien en Occident. L'antiaméricanisme d'une large fraction de la population et le rejet du modèle occidental de société alimentent la contestation islamiste qui ne cesse de progresser. Les Saoud sont ainsi contraints de mener une délicate politique d'équilibre entre leurs alliances et leur soutien aux causes arabes et islamiques.

### Égypte
| Pays         | 2000   | 2017   | % |
| ------------ | ------ | ------ | - |
| Égypte       | 5 856  | 11 582 |   |
| Iran         | 10 411 | 20 950 |   |
| Turquie      | 9 582  | 26 504 |   |
| Moyen-Orient |        |        |   |

L'Égypte est au carrefour entre l'Afrique et l'Orient. Elle contrôle le canal de Suez, un des points de transit les plus sensibles du commerce international. Elle est durant la guerre froide sous la direction de Nasser puis de Sadate le centre incontesté du monde arabe et un leader du tiers-monde non-aligné. Si son influence politique est moindre au début du XXIe siècle, en revanche son rayonnement intellectuel et religieux demeure grand au moins dans le monde arabe sunnite et dans les autres régions du monde. Le Caire est le siège de la Ligue arabe. Son alliance avec l'Arabie saoudite la positionne dans le camp sunnite. Dans le conflit fratricide qui oppose le Fatah au Hamas en Palestine, l'Égypte soutient le Fatah tandis que le Hamas est appuyé par l'Iran. Ses liens anciens avec l'Europe ont perduré et ses relations avec l'Union européenne et les États-Unis demeurent au XXIe siècle une composante importante de sa diplomatie.

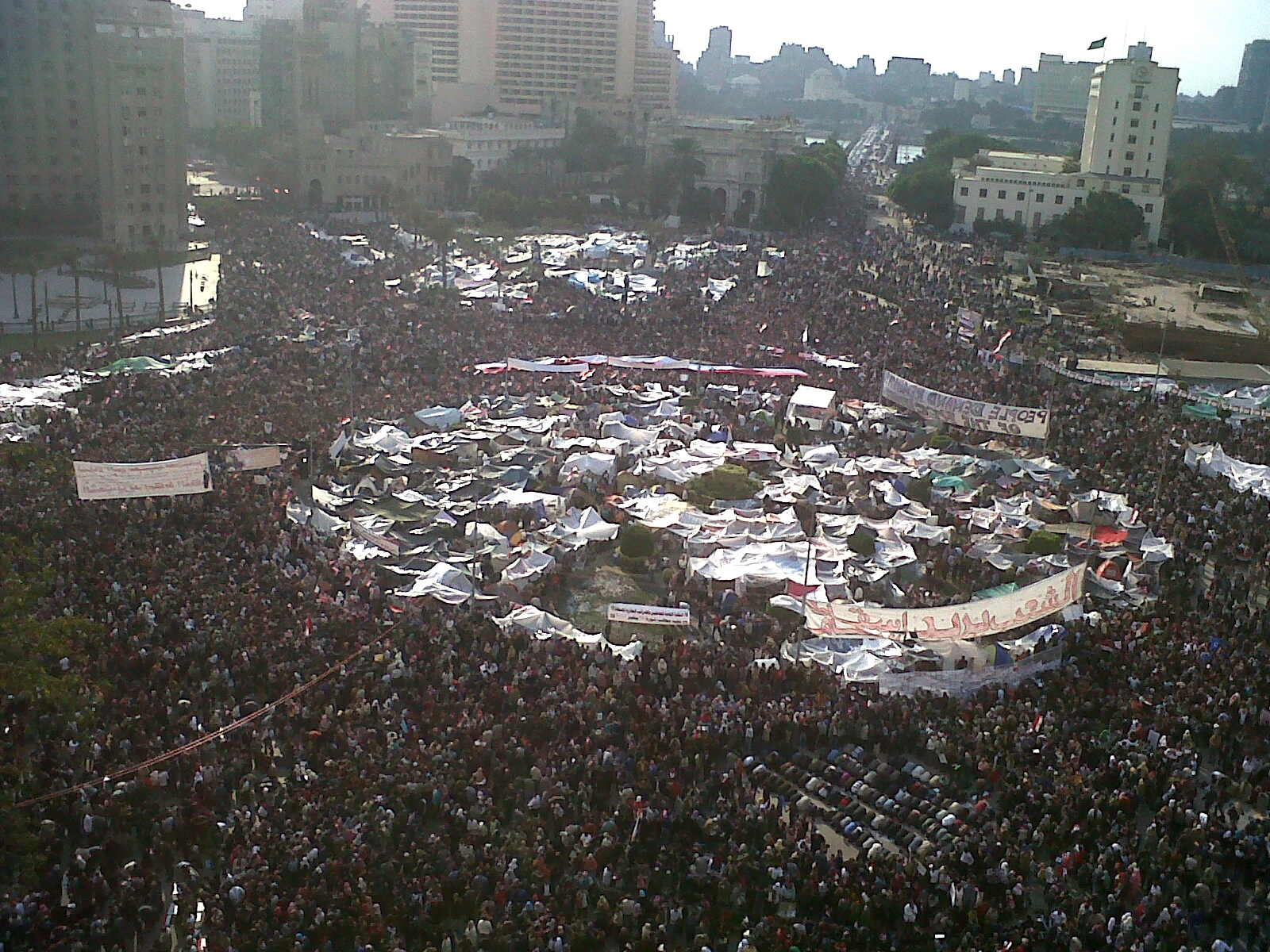
Manifestation sur la place Tahrir au Caire le 8 février 2011.

Hosni Moubarak gouverne l'Égypte pendant presque trente ans, de 1981 à 2011. Il devient Président après l'assassinat de Sadate dont il poursuit pour l'essentiel la politique étrangère. Le Printemps arabe né en Tunisie s'étend début 2011 à l'Égypte. La révolution égyptienne force Moubarak à se retirer du pouvoir, mais l'armée continue d'exercer un étroit contrôle de la vie politique. Mohamed Morsi, leader des Frères musulmans est élu président en juin 2012. En raison de son importance stratégique et démographique, l’Égypte devient le théâtre d'un vaste affrontement régional : l’Arabie saoudite s’oppose aux Frères musulmans, tandis que le Qatar et la Turquie les appuient. Un an après son investiture, Mohamed Morsi, seul président civil démocratiquement élu dans l’histoire du pays, est destitué, et le mouvement des Frères musulmans, déclaré « organisation terroriste », banni à la suite du coup d’État militaire du 3 juillet 2013 du général, futur maréchal et futur président Abdel Fatah Al-Sissi, soutenu par les Saoudiens,.
Dans les années 1980, Moubarak parvient à réintégrer l'Égypte dans le concert des pays arabes qui ont condamné l'accord de paix avec Israël signé en 1979 : elle est réadmise en 1984 dans l'Organisation de la coopération islamique et en 1989 dans la Ligue arabe. L'Égypte demeure un allié fidèle des États-Unis. Toutefois l'Égypte s'oppose à la guerre en Irak de 2003 et refuse de participer à la coalition militaire constituée par les États-Unis, contrairement au choix qu'elle effectua lors de la guerre du Golfe de 1991. Dans un contexte où la population égyptienne et plus généralement l'ensemble de la population arabe est majoritairement hostile aux États-Unis, la position prise par Moubarak est liée au fait qu'il anticipe que la chute de Saddam Hussein par les armes provoquera une poussée de terrorisme, affirmant « qu'au lieu d'un ben Laden, nous aurons 100 ben Laden », ainsi qu'au fait qu'il considère que le conflit israélo-palestinien doit être réglé prioritairement.
Le président américain Barack Obama prononce en Égypte en 2009 son grand discours de politique arabe pour lancer son projet d'« islam modéré ». Mais pour contrebalancer son alliance avec les États-Unis, Moubarak adopte de façon générale des positions modérées et offre ses services de conciliation dans les crises régionales. Il se rapproche de l'Arabie saoudite et refuse par exemple l'offre américaine faite en 2009 en pleine crise des négociations sur le programme nucléaire iranien de garantir ses alliés au Moyen-Orient contre toute agression militaire iranienne. L'Égypte entretient une « paix froide » avec Israël qui bénéficie d'un soutien presque inconditionnel de Washington et n'intervient pas directement dans le conflit entre les Palestiniens et les Israéliens, même lorsque ceux-ci bombardent massivement la bande de Gaza en 2014.
Active depuis 2011, l'insurrection djihadiste dans le Sinaï prend de l'ampleur les années suivantes. En novembre 2017, le massacre perpétré par un groupe djihadiste dans une mosquée soufie à Bir al-Abed coûte la vie à 311 personnes. L'armée lance en février 2018 le plan « Sinaï 2018 » pour tenter de mettre un terme au terrorisme dans la péninsule,,. L'Égypte coopère militairement avec les Saoudiens et intervient dans la guerre civile yéménite à leurs côtés contre les rebelles chiites Houthis.
L'Égypte est handicapée par la faiblesse de son économie. Avec plus de 97 millions d'habitants en 2017, elle est le pays le plus peuplé du Moyen-Orient, mais son PIB PPA par habitant est la moitié de celui de l'Iran et de la Turquie, les deux autres pays les plus peuplés du Moyen-Orient dont la population avoisine les 80 millions d'habitants. Le tourisme est depuis 2010 lourdement affecté par le terrorisme. Pour compenser ses faiblesses l'Égypte a besoin de l'aide financière des Européens et des Américains — en sus de celle que lui fournit l'Arabie saoudite — qui attendent en retour un soutien à leur propre politique extérieure. Elle reçoit des États-Unis une aide financière de l'ordre de 1,5 à 2 milliards US$ chaque année (1998-2017),,.

### République islamique d'Iran
Deuxième pays le plus peuplé du Moyen-Orient, au carrefour du Moyen-Orient et de l'Asie, l'Iran est l'héritier de l'empire perse que le régime précédent du Shah d'Iran renversé en 1979 rêvait de faire revivre. Le régime islamiste au pouvoir depuis lors en a modifié radicalement les orientations politiques mais pas la volonté de jouer un rôle majeur sur la scène internationale. Sur le plan régional, l'Iran a établi son leadership politique sur les États où le chiisme est majoritaire ou fortement minoritaire, Bahreïn, l'Iran, l'Irak, la Syrie et le Liban qui forment ce qui est parfois appelé le « croissant chiite ». L'importance du facteur religieux ne doit cependant pas être surestimée, car le rapprochement entre ces États tient à d'autres causes historiques ou conjoncturels.
Depuis le début du siècle, l'Iran opère une lente montée en puissance. Issu de la communauté chiite libanaise très importante dans le sud du pays, le Hezbollah au Liban est son premier point d'ancrage international dans les années 1990. En Afghanistan, les Talibans, mouvement fondamentaliste sunnite, hostile à l'Iran, contrôlent la majeure partie du pays depuis 1996 et soutiennent notamment Al-Qaïda et Oussama ben Laden. ; la guerre en Afghanistan déclenchée en 2001 par les États-Unis les chassent du pouvoir. L'Iran noue des relations assez étroites avec le nouveau gouvernement afghan notamment dans le domaine économique. Depuis 2015 toutefois, Téhéran apporte aussi un soutien mesuré aux Talibans pour contrer la montée en puissance de Daesh dans le pays. Son double positionnement met l'Iran en bonne situation pour continuer d'accroître son influence dans un pays structurellement instable, protège sa frontière orientale et s'inscrit aussi dans la montée des tensions depuis 2017 avec les États-Unis qui soutiennent toujours diplomatiquement et militairement le régime en place à Kaboul.

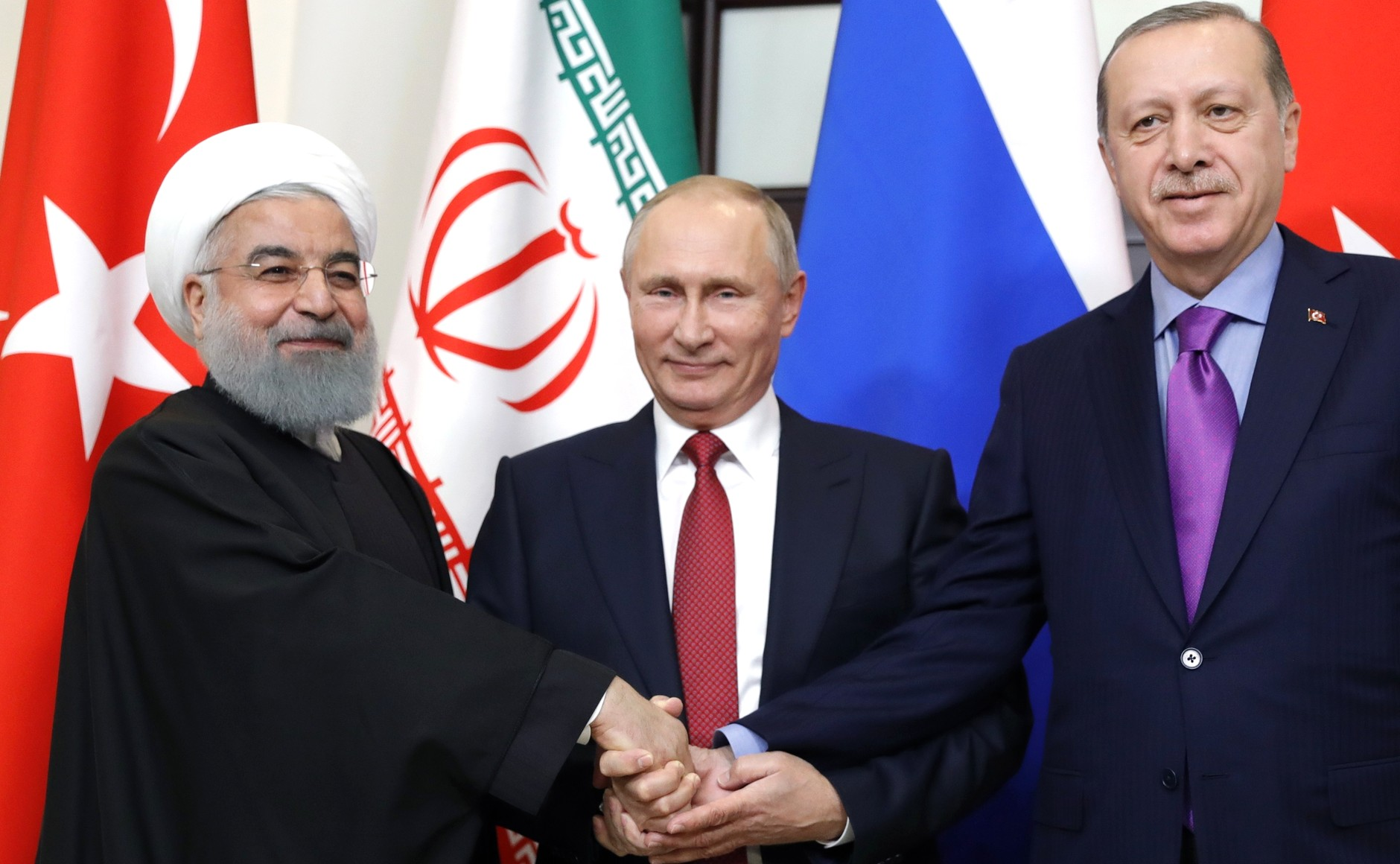
Vladimir Poutine, Hassan Rohani, et Recep Tayyip Erdoğan se rencontrent à Moscou en novembre 2017.

L'Irak de Sadam Hussein écarte du pouvoir la minorité chiite qui prend une place prééminente après sa chute. La guerre d'Irak déclenchée par les États-Unis en 2003 entraine la chute du régime ba'athiste de Saddam Hussein, le pire ennemi des iraniens, et l’arrivée au pouvoir pour la première fois d’un gouvernement où les chiites sont majoritaires,.
L’Iran et la Russie soutiennent le régime en place à Damas durant la guerre civile syrienne qui éclate en 2011 lorsque le mouvement de contestation né du « printemps arabe » commence à être réprimé par la force. En maintenant Bachar el-Assad au pouvoir, Téhéran sauve une alliance nouée avec son père, Hafez, au début de la guerre Iran-Irak des années 1980, et préserve son lien stratégique avec le Hezbollah libanais.

### Israël
Le peuplement de l'État israélien est l'aboutissement des persécutions antisémites qui se déroulèrent en Europe au cours de la première moitié du XXe siècle et poussèrent à l'exode des centaines de milliers de juifs. L'idée d'un État juif en Palestine a toujours été combattue par les pays arabes de la région dès la publication de la Déclaration Balfour en 1917. Israël est le seul pays au monde où la population juive est majoritaire. À l'inverse la population juive n'a cessé de diminuer depuis 1948 dans les autres États du Moyen-Orient, au point de ne plus constituer qu'une communauté résiduelle de quelques centaines ou milliers de représentants.

#### Israël, entre guerre et paix avec ses voisins arabes
Le conflit entre Israël et ses voisins arabes débute en 1948 lors de la proclamation d'indépendance d'Israël. La guerre israélo-arabe de 1948-1949 se solde par la consolidation du territoire du nouvel État juif et par l'abandon de la création d'un État palestinien. Faute d'un accord de paix durable, de nouvelles guerres localisées ou totales éclatent, les plus importantes étant la guerre des Six Jours en 1967, la guerre du Kippour de 1973 et l'intervention militaire israélienne au Liban de 1982. Depuis le début de ce siècle, des actions de guerre opposent périodiquement Israël au Hezbollah et à l'Iran, sur le sol du Liban ou de la Syrie. Les menaces que tous ses voisins faisaient peser sur l'État juif au cours du XXe siècle qui pouvaient remettre en question son existence même sont au XXIe siècle plus limitées. Les accords de paix avec l'Égypte signés à Camp David en 1978 ne sont pas remis en cause même si l'on peut parler d'une « paix froide » entre les deux États,. Dans le contexte des accords d'Oslo de 1993 qui font naître l'espoir de l'établissement d'une paix durable entre l’État d’Israël et l’Organisation de Libération de la Palestine (OLP), un traité de paix est signé avec la Jordanie en 1994.

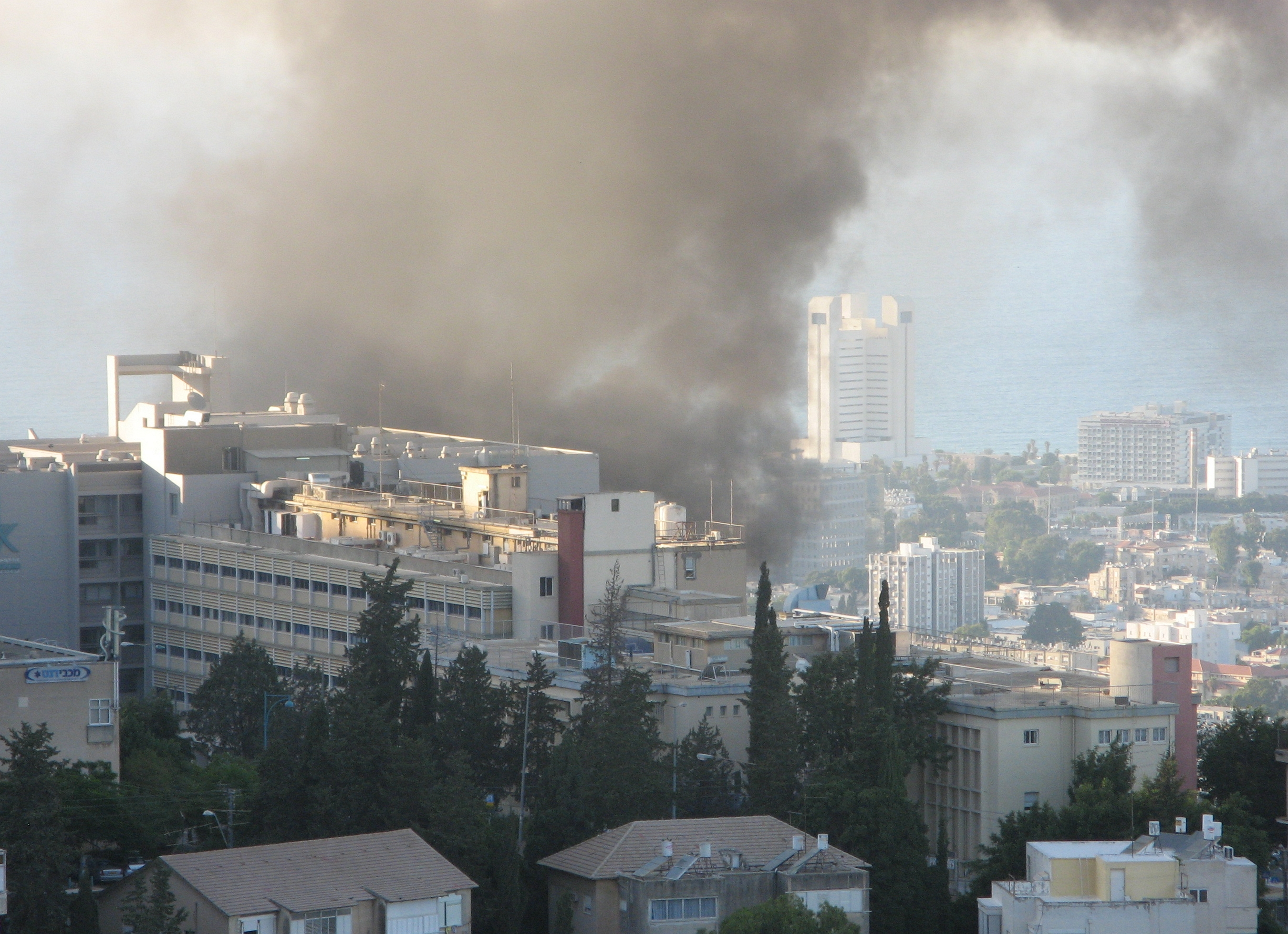
Durant le conflit israélo-libanais de 2006, tir de roquette par le Hezbollah sur la ville de Haïfa.

En revanche, Israël demeure en état de guerre avec la Syrie, dont elle occupe depuis la guerre des Six Jours de 1967 le plateau du Golan où les deux armées s'affrontent à nouveau lors de la guerre du Kippour. Depuis lors, la situation est restée relativement calme et selon des sources américaines non confirmées officiellement, les deux États étaient proches d'un accord de paix en 2011 au moment où la guerre civile syrienne déstabilise à nouveau la région. La présence sur le sol syrien depuis lors de moyens militaires iraniens et de groupes armés, au premier rang desquels le Hezbollah, et des incidents à la frontière provoquent des réactions punitives ou préventives de la part d'Israël. Enfin, à sa frontière nord, Israël n'est pas en guerre avec le Liban mais le rôle important que le Hezbollah chiite joue dans le jeu politique libanais et plus encore sa présence armée dans le sud du pays qu'il contrôle constituent des facteurs de risques susceptibles de conduire à de nouveaux affrontements d'ampleur sur le territoire libanais.

#### Isolement relatif d'Israël au Moyen-Orient
Outre l'Égypte et la Jordanie, la Turquie est le seul État de la région qui entretient des relations diplomatiques officielles avec Israël. Les relations entre ces deux pays non-arabes sont anciennes — la Turquie reconnaît Israël dès 1949 — mais connaissent de spectaculaires hauts et bas au rythme des guerres et crises du conflit israélo-palestinien. Alors que les liens politiques, économiques et militaires s'étaient fortement développés durant la décennie précédente, la seconde intifada qui éclate en septembre 2000 marque le début d'une longue détérioration des relations qui atteignent leur étiage en 2010 avec le rappel des ambassadeurs à la suite de l'incident du Mavi Marmara. Les efforts des États-Unis pour réconcilier deux de ses trois principaux alliés dans la région finissent par aboutir en 2016 à un accord.
Israël entretient aussi des relations, discrètes le plus souvent, avec les États arabes du golfe qui ont toujours tenu une position plus mesurée que d’autres pays arabes à l’égard d’Israël. Géographiquement et historiquement, le Golfe est éloigné du Levant, la problématique palestinienne n’y est donc pas aussi sensible. Entamé discrètement dès les années 1990, ce rapprochement stratégique se développe dans les années 2010, notamment en raison d'une convergence d'intérêts sécuritaires face à l'Iran,,. L’élection de Donald Trump fin 2017 renforce aussi cette dynamique, de plus en plus affichée, à l'instar de la visite qu'effectue Netanyahou au sultan Qabous d'Oman en octobre 2018. Le plan de paix américain de janvier 2020 pour le conflit israélo-palestinien proposé par les Américains est largement basé sur un rapprochement entre les Israéliens et les pays du Golfe. Une nouvelle étape est franchie en août 2020 avec la normalisation des relations entre Israël et les Émirats arabes unis (EAU), puis en septembre entre Israël et Bahreïn, sous l'égide de Washington. Cette normalisation, baptisée Accords d'Abraham, sans contrepartie précise pour les Palestiniens, est un succès diplomatique pour Trump et pour Netanyahou. Elle traduit non seulement les craintes qu'inspirent l'Iran, mais aussi le renforcement d'un axe rassemblant Israël, l’Égypte et la Grèce pour contrer la Turquie dont l'islamisation politique d’Erdogan et l'activisme croissants dans la région inquiètent,.

#### Blocage des négociations de paix avec les Palestiniens

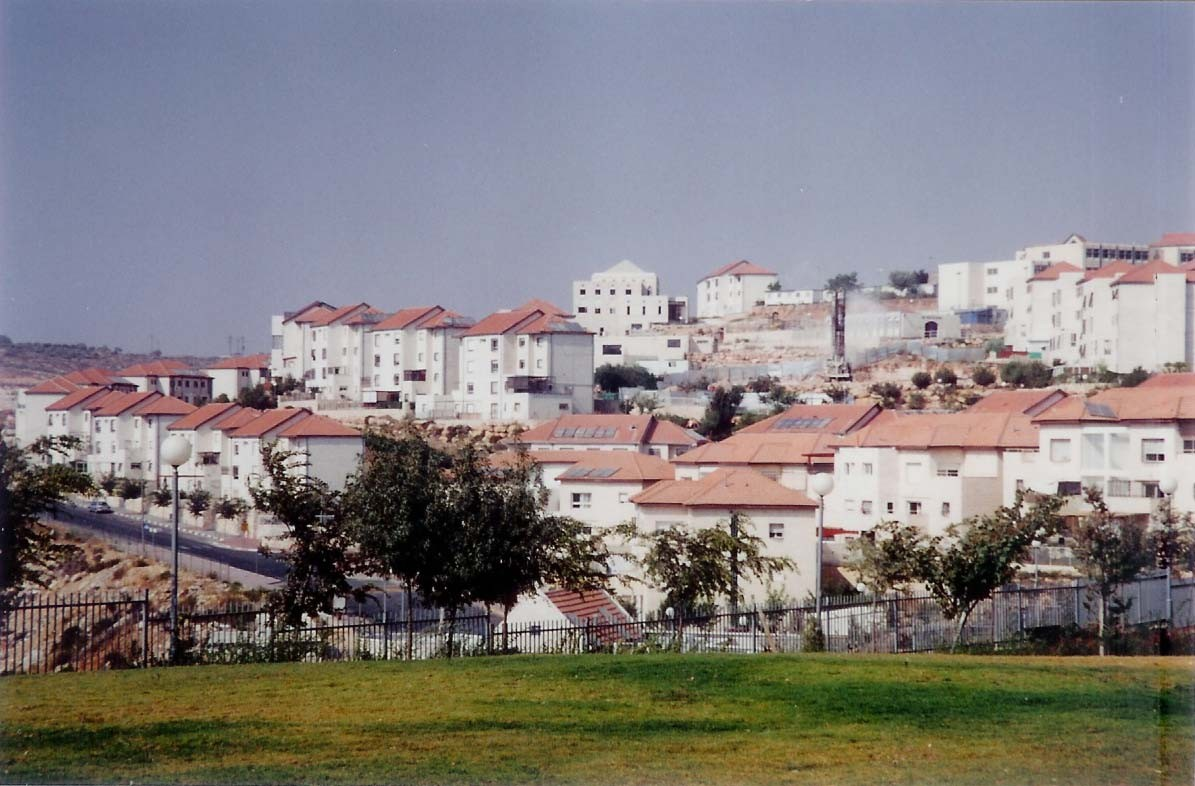
Betar Illit, l'une des quatre plus grandes colonies israéliennes en Cisjordanie, compte en 2017 plus de 50000 habitants.

Depuis l'échec des négociations menées en l'an 2000 entre les Israéliens et les Palestiniens sous les auspices américaines, aucune initiative de paix majeure n'est parvenue à se mettre sur pied,. Du côté israélien, la politique de colonisation de la Cisjordanie menée depuis 1967 en dépit de nombreuses résolutions du Conseil de sécurité rend toujours plus problématique la création d'un État palestinien viable dans l'esprit de la « solution à deux États » prônée par la quasi-totalité de la communauté internationale.
Entre 2007 et 2017, 13 800 colons juifs s’installent en moyenne chaque année dans les territoires occupés depuis la guerre des Six Jours de 1967. Leur nombre a quadruplé depuis les accords de paix d’Olso en 1993, puisqu’ils étaient alors 116 300 à y habiter contre 413 400 à la fin de l’année 2017 et 448 672 fin 2018. À cette date, les colons représentent 5 % des 8,97 millions de citoyens israéliens, un pourcentage record. Du côté palestinien, deux camps s'affrontent, celui de l'Autorité palestinienne et celui du Hamas, contribuant aussi à la complexité de la résolution de ce conflit datant de 1948 et du déplacement forcé de 700 000 palestiniens qui en est résulté, la Nakba, « catastrophe » en arabe dont la commémoration 70 ans plus tard en mai 2018 donne lieu à d'importantes manifestations des Palestiniens.

#### Soutien indéfectible de Washington
Israël bénéficie du soutien politique, économique et militaire de Washington. Ce soutien trouve sa source non seulement dans l'efficacité du lobby pro-israélien mais aussi dans le fait que nombre de chrétiens évangélistes, très influents dans les milieux conservateurs américains, considèrent le retour du peuple juif sur la Terre Sainte comme une prophétie biblique. Toutefois les motivations et les modalités du soutien politique varient avec le contexte international et intérieur des États-Unis. Avec la fin de la guerre froide, sans que soit remis en cause l'alliance américano-israélienne, et après la guerre du Golfe qui consacre la présence américaine au Moyen-Orient, le président Clinton est le premier à considérer que la résolution de la question palestinienne est une condition sine qua non à l'établissement d'une paix durable dans la région. La création d'un État palestinien indépendant aux côtés d'Israël devient l'objectif de la diplomatie américaine.

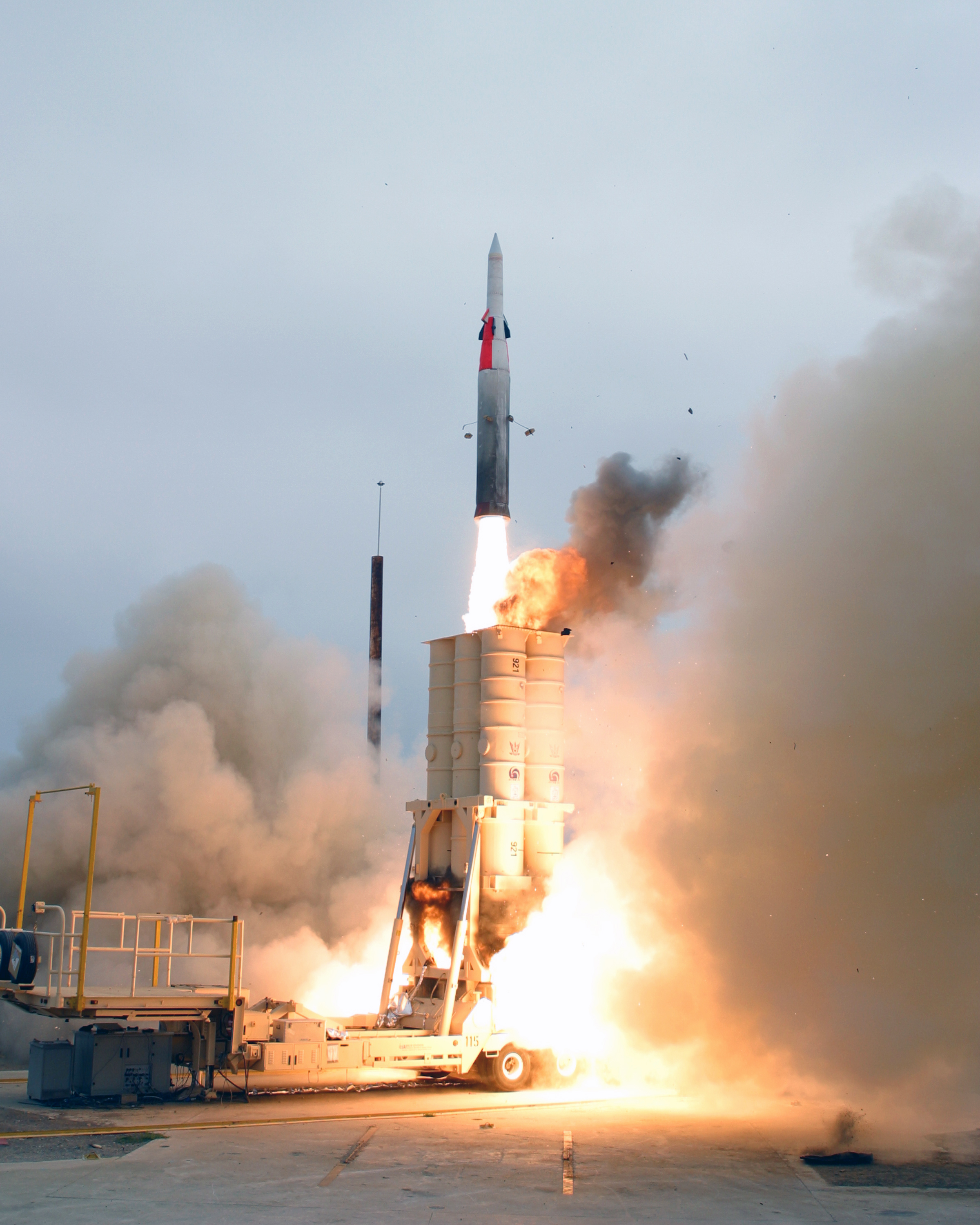
Système de missile anti-balistique Arrow, développé en partenariat avec les États-Unis.

Dans les années 2000, George W. Bush puis Barack Obama confirment cette orientation majeure, largement bipartisane i.e. soutenue par les Républicains comme les Démocrates. Malgré tout, les États-Unis n'adoptent pas de mesure concrète pour freiner l'expansion des colonies israéliennes en Cisjordanie et bloquent régulièrement les résolutions de l'ONU qui condamneraient Israël. Dans les années 2010, ce consensus bipartisan est toutefois remis en cause, les élus et sympathisants du  Parti démocrate se montrant de plus en plus critiques à l'égard de la politique d'Israël, tandis que les Républicains affichent avant tout leur soutien à Israël et abandonnent de plus en plus ouvertement l'idée de la solution à deux États,. Sous la présidence de Donald Trump, les États-Unis s'alignent sur les positions du gouvernement de Benyamin Netanyahou en reconnaissant Jérusalem comme capitale d'Israël, reconnaissant la souveraineté d'Israël sur le plateau du Golan syrien, en jugeant que l'établissement de colonies de civils israéliens en Cisjordanie n'est pas en soi contraire au droit international et en affirmant que la solution à deux États n’est pas l’unique option de paix entre Israéliens et Palestiniens.
Sur le plan militaire, Washington apporte depuis toujours une aide financière, technologique et parfois logistique voire opérationnelle. Alors même que les relations sont très mauvaises entre Barack Obama et Benyamin Netanyahou et que les États-Unis condamnent régulièrement la politique menée par Israël dans les territoires occupés, le Président américain confirme à nouveau en 2016 ce support en concluant un accord qui octroie pour dix ans une aide militaire de 38 milliards de dollars. Cet accord, le plus important de cette nature jamais signé par une Administration américaine, prend la suite du précédent accord signé en 2007 d'un montant de 30 milliards de dollars,. L'objectif principal de cette aide est de permettre à Israël de bénéficier d'un avantage qualitatif militaire suffisant par rapport à ses adversaires potentiels pour compenser le fait qu'il est un pays petit, étroit et relativement peu peuplé, tous facteurs défavorables à sa défense. Quels que soient les différents, les États-Unis ne veulent en aucun cas compromettre la sécurité d'Israël, avec qui les collaborations militaro-industrielles et les échanges de renseignements demeurent très élevés.

### Turquie
La Turquie est un pays charnière entre l'Europe et l'Asie entre lesquelles elle hésite constamment. Dans les années 2000, elle se tourne plutôt vers l'Europe au point de souhaiter devenir membre de l'Union européenne. Dans les années 2010, Recep Tayyip Erdoğan et son parti, l'AKP, se tournent vers un conservatisme religieux de plus en plus prononcé, transforment les institutions démocratiques en un régime présidentiel et aspirent à ce que la Turquie devienne une puissance régionale majeure en tant qu'héritière du glorieux empire ottoman.
Durant la guerre froide, la Turquie appartient clairement au camp occidental. Ses différents avec la Grèce qui culminent en 1974 avec l'invasion de Chypre qui n'est toujours pas dénouée, créent des tensions mais la Turquie est en tant que membre de l'Alliance atlantique depuis 1952 le pivot du flanc sud des moyens militaires de l'OTAN. Aux yeux des États-Unis et des Européens, elle conserve toute sa valeur stratégique de par sa position charnière avec la plupart des acteurs au Moyen-Orient. Le renforcement progressif du nationalisme turc depuis le début de ce siècle se traduit par une politique étrangère plus indépendante et répondant à la volonté de redevenir une puissance régionale à part entière. La Turquie se rapproche de la Russie et de l'Iran à l'occasion de la guerre civile syrienne et prend parfois des décisions contraires aux intérêts de ses alliés traditionnels, par exemple en combattant en Syrie les miliciens kurdes des Unités de protection du peuple (YPG) pourtant alliés aux États-Unis au sein des Forces démocratiques syriennes (FDS) dans la lutte contre l'État islamique, ou en achetant du matériel militaire russe incompatible avec celui de l'OTAN,.

## Place du Moyen-Orient dans la géopolitique mondiale
Le Moyen-Orient occupe une situation stratégique entre l'Europe, l'Asie et l'Afrique. Cette situation géographique suffit déjà à en faire au XXIe siècle un carrefour stratégique des échanges maritimes et aériens mondiaux. En deuxième lieu, le Moyen-Orient est depuis la deuxième moitié du XXe siècle devenu la région stratégiquement la plus importante de production d'hydrocarbures. En troisième lieu, l'augmentation du prix des hydrocarbures a depuis 1973 généré des ressources financières considérables dans plusieurs États du Moyen-Orient dont l'emploi est devenu un levier économique majeur dans le monde.
Il résulte de ces différents facteurs que le Moyen-Orient occupe une place stratégique dans la géopolitique mondiale, avec pour conséquences une influence et une présence étrangères fortes, ainsi que la recherche à tout prix de la stabilité et de la sécurité.

### Architecture géopolitique régionale et rôle des grandes puissances
Le Moyen-Orient connait plusieurs transformations géopolitiques au cours du XXe siècle. Celles-ci sont en partie le fait des réalités politiques et économiques propres à la région, mais les changements les plus profonds résultent des politiques d'acteurs extérieurs. Au XXIe siècle, ce constat s'inverse : bien que la Russie et les États-Unis soient engagés dans les points chauds de la région, les transformations en cours sont principalement la conséquence de facteurs locaux et régionaux. Le Printemps arabe, l'effondrement de l'ordre politique arabe, le djihadisme et les guerres civiles en cours sont les moteurs de la géopolitique régionale.

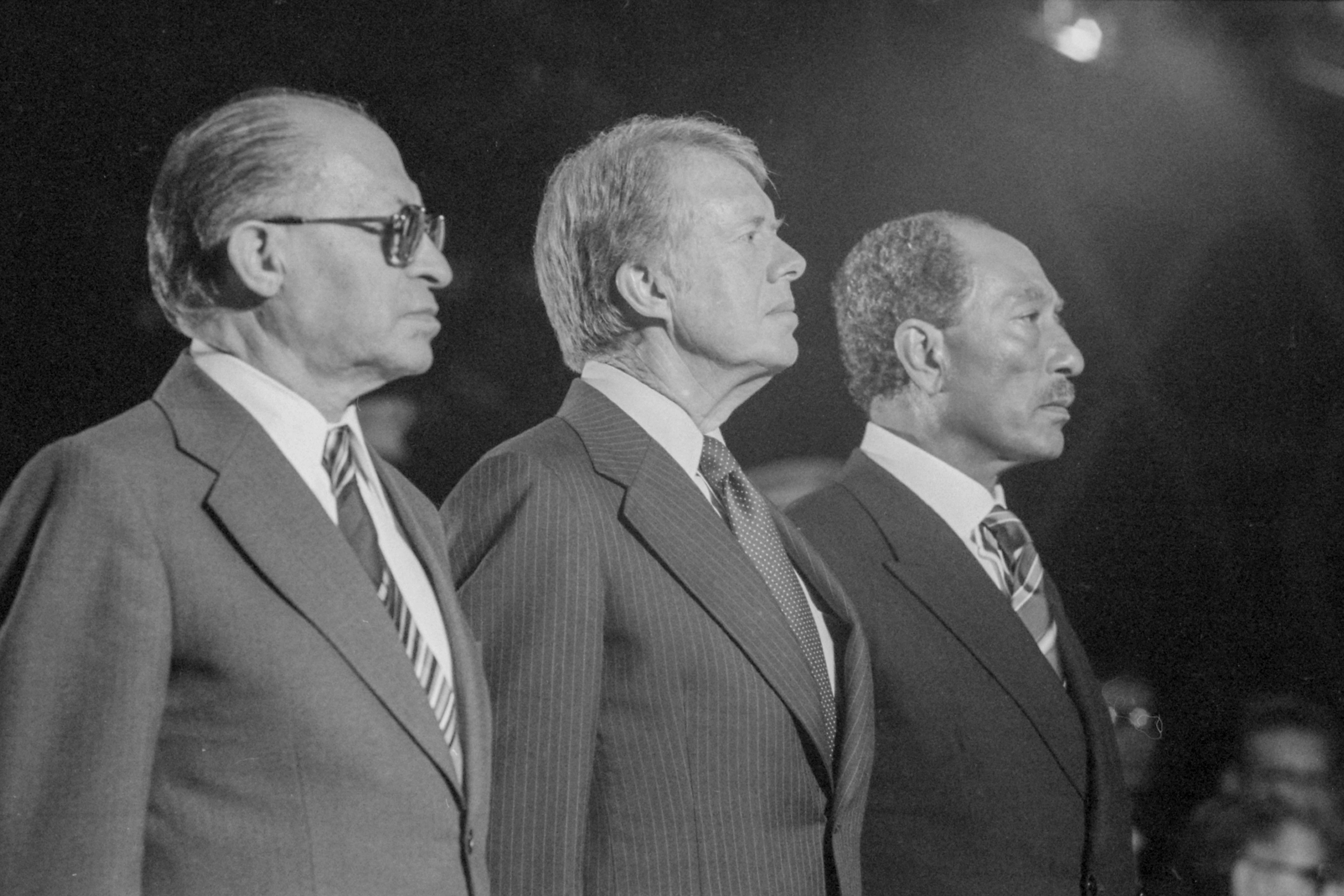
Begin, Carter et Sadate, réunis à Camp David en septembre 1978, parviennent à un accord à l'origine du traité de paix israélo-égyptien signé en mars 1979.

Durant la guerre froide, les États arabes, au moment le plus vulnérable de la transition de leur statut colonial vers celui d'État indépendant, obtiennent l’appui des superpuissances américaine ou soviétique, chacune déterminée à ne pas laisser le champ libre à sa rivale. Les monarchies conservatrices, telles que la Jordanie ou l'Arabie saoudite, se tournent vers les États-Unis, mettant en péril la légitimité de leur régime auprès de la population pour assurer leur sécurité. La Syrie, la Libye, l’Iraq et l’Égypte (jusqu’en 1978), États dont la légitimité repose à l'époque sur le nationalisme arabe et le rejet du modèle occidental, se tournent vers l’Union soviétique. Le président égyptien Gamal Abdel Nasser, dans les années 1950, tente bien de poursuivre une politique de non-alignement, mais il finit par trouver chez les Soviétiques l'appui qui lui est nécessaire sur le plan économique et sur le plan militaire contre Israël. Les États non-arabes, Israël, la Turquie et l'Iran (jusqu'en 1979) sont solidement amarrés au camp occidental. Avant même la fin de la guerre froide, cet équilibre régional bipolaire connaît à la fin des années 1970 deux changements d'importance majeure : l'Égypte se tourne vers les États-Unis et fait la paix avec Israël, tandis qu'en Iran le régime pro-occidental du Chah est renversé par les religieux qui fondent une république islamiste.
La fin de la guerre froide oblige les États arabes qui comptaient sur Moscou pour leur sécurité à chercher de nouvelles alliances, induisant ainsi une recomposition des équilibres de puissance régionaux. La Syrie renforce son alliance avec l'Iran. L'Irak sous-estime la capacité de réaction des États-Unis et tente de profiter de la situation pour envahir le Koweït en août 1990 l'entrainant dans une défaite militaire totale durant la guerre du Golfe et dans l'isolement politique. Enfin des acteurs non étatiques émergent comme parties prenantes dans la recomposition de l'architecture politique et sécuritaire de la région, les principaux étant le Hezbollah au Liban, lié à l'Iran et à la Syrie, le Hamas en Palestine qui s'oppose à la politique plus conciliante du Fatah envers Israël, et Al-Qaïda.
Sur le plan international, les États-Unis sont dans la région du Moyen-Orient sans sérieux rival dans les années 1990 et 2000, période des relations internationales souvent qualifiée d'unipolaire par opposition au monde bipolaire de la guerre froide. Dans l'exercice de leur domination mondiale, les États-Unis privilégient la diplomatie durant les années de la présidence Clinton (1993-2001), puis l'approche militaire durant la présidence de George W. Bush (2001-2009) à la suite des attentats du 11 septembre 2001. Mais l'enlisement des États-Unis dans les guerres d'Afghanistan et d'Irak donne à l'Iran une ouverture stratégique pour renforcer le front de résistance qu'il forme avec la Syrie et le Hezbollah. En développant des moyens de guerre hybrides asymétriques, et en s'appuyant sur des milices chiites recrutées dans toute la région, l’Iran développe les moyens nécessaires pour s'opposer avec une certaine efficacité à la puissance américaine.
Depuis le début du XXIe siècle, la géopolitique régionale n'est plus essentiellement dominée par les puissances étrangères. Les luttes intra-régionales entre l'Iran et l'Arabie saoudite en déterminent les contours principaux auxquels la Turquie, dont les liens avec les Occidentaux se distendent, prend aussi une part croissante en raison notamment de la question kurde et de son implication dans la guerre civile syrienne. L'Iran et l'Arabie saoudite s'affrontent par procuration dans les guerres civiles en Irak, en Syrie, au Yémen et dans le Sinaï égyptien qui sèment le chaos au Moyen-Orient. Leur politique à l'égard d'Israël est aussi de plus en plus ouvertement opposée : alors que les relations entre l'Iran et Israël demeurent très tendues, la plupart des États du Golfe développent avec Israël depuis les années 2010 des liens économiques et diplomatiques plus réguliers et moins secrets, alors même que la résolution de la question palestinienne ne progresse pas.
La fin de la période unipolaire où les États-Unis sont la seule grande puissance mondiale peut symboliquement être datée de l'arrivée à la présidence de Barack Obama début 2009. D'une part, celui-ci réduit considérablement l'engagement militaire américain au Moyen-Orient en particulier, intervient très prudemment dans la guerre civile syrienne et tente de renouer le dialogue avec l'Iran. D'autre part, la Russie fait un retour en force dans les affaires internationales sans hésiter à déployer ses forces armées en pleine modernisation, comme en Syrie notamment depuis 2015, et la Chine est devenue dans le même temps le premier compétiteur planétaire des États-Unis. Pour autant, il ne s'agit pas d'un retour aux conditions géopolitiques de la guerre froide. Les puissances extérieures à la région ne parviennent pas à imposer leurs vues dans les conflits en cours ou sur les questions ouvertes depuis des décennies comme la création d'un État palestinien ou l'accès de l'Iran à des armes de destruction massive ou à des missiles balistiques.

### Le pétrole, facteur d'interdépendance géopolitique
| Pétrole                 | 2000   | 2017   |
| ----------------------- | ------ | ------ |
| Moyen-Orient            | 31,6 % | 34,1 % |
| Amérique du Nord        | 18,5 % | 21,7 % |
| Russie et Asie centrale | 10,7 % | 15,4 % |
| Gaz                     | 2000   | 2017   |
| Moyen-Orient            | 8,6 %  | 17,9 % |
| Amérique du Nord        | 30,3 % | 25,9 % |
| Russie et Asie centrale | 27,5 % | 22,2 % |

Depuis le début du siècle, le cours du baril de pétrole produit par l'OPEC connaît d'importantes variations liées aux variations de l'offre, c'est-à-dire des niveaux de production, et de la demande, c'est-à-dire de la croissance de l'économie mondiale, auxquelles le contexte géopolitique mondial vient s'ajouter. Durant les années 1990, le pétrole est une ressource relativement bon marché, dont le prix moyen annuel est le plus souvent inférieur à 20 US$ par baril. Dans les années 2000, son cours connaît une augmentation rapide : de 27,20 US$ par baril en 2000, il atteint en 2012 un sommet à 109,45 US$ par baril. Puis il chute brusquement jusqu'à un niveau plancher de 40,68 US$ par baril en 2016, avant de remonter en 2017 et 2018.

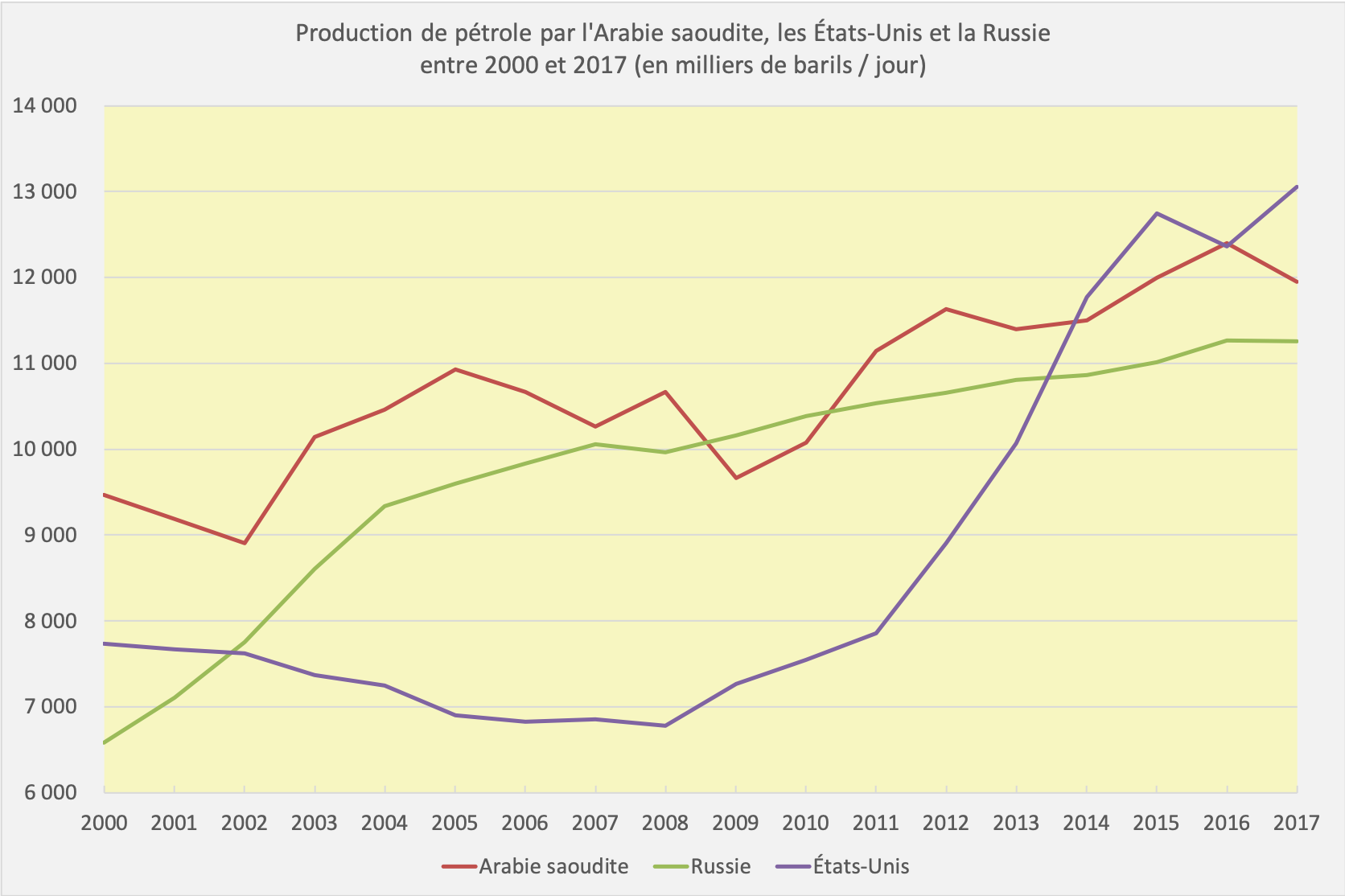
Graphique montrant l'évolution de la production de pétrole par les trois plus gros producteurs entre 2000 et 2017.

La production de gaz au Moyen-Orient est concentrée en Iran, au Qatar et en Arabie saoudite qui a eux trois représentent en 2017 plus des trois-quarts de la production régionale, mais la part du Moyen-Orient dans la production mondiale est avec 17,9 % du total près de la moitié inférieure à celle de la production de pétrole qui atteint 34,1 % du total mondial. Depuis le début des années 2010, le pétrole de schiste modifie en partie l'équilibre géopolitique au profit des États-Unis qui réduisent fortement leurs importations de pétrole et de gaz provenant du Moyen-Orient. Durant la période 2014-2018, les États-Unis et l'Arabie saoudite se disputent la place de premier pays producteur de pétrole, tandis que la Russie occupe la troisième place avec un niveau de production record depuis l'effondrement de l'Union soviétique,,.
| Données 2019 | Pétrole | Pétrole | Gaz   | Gaz |
| Pays | %       | Rg.     | %     | Rg. |
| --- | ------- | ------- | ----- | --- |
| États-Unis | 17,9%   | 1       | 23,1% | 1   |
| Arabie saoudite | 12,4%   | 2       | 2,8%  | 9   |
| Russie | 12,1%   | 3       | 17,0% | 2   |
| Canada | 5,9%    | 4       | 4,3%  | 6   |
| Irak | 5,0%    | 5       | 0,3%  | 42  |
| Émirats arabes unis | 4,2%    | 6       | 1,6%  | 15  |
| Chine | 4,0%    | 7       | 4,5%  | 5   |
| Iran | 3,7%    | 8       | 6,1%  | 3   |
| Qatar | 1,5%    | 14      | 4,5%  | 4   |
| Venezuela | 0,7%    | 30      | 0,7%  | 30  |
| Légende : - Classé dans les trois premiers - Classé dans les six premiers - Classé dans les neuf premiers - Non classé dans les neuf premiers |         |         |       |     |

Durant la seconde moitié du XXe siècle les États du Moyen-Orient nationalisent la production de pétrole et de gaz. Leurs compagnies nationales ont donc au XXIe siècle le contrôle de réserves considérables et assure depuis le début du XXIe siècle plus de 30 % de la production mondiale dont les 4/5 sont exportés. Cette situation crée une relation complexe entre les pays consommateurs qui veulent sécuriser leur approvisionnement et les pays producteurs qui acceptent ou refusent selon le cas d'adopter une ligne politique pro-occidentale et de subir l'assujettissement relatif qui en découle avec des conséquences très différentes concernant les populations. L'Arabie saoudite et l'Iran adoptent des positions diamétralement opposées face à cette problématique.
Les Saoudiens, qui ont procédé par étapes entre 1972 et 1980 à la nationalisation de la production, sont alliés des États-Unis qui assurent en retour leur sécurité. Cette alliance n'est cependant pas exempte de tensions lorsque l'Arabie saoudite qui joue un rôle essentiel au sein de l'OPEP laisse monter les prix du pétrole à des niveaux qui pénalisent les économies développées, ni d'ambiguïtés quand elle laisse se développer sur son territoire l'organisation terroriste Al-Qaïda,,,.
À l'opposé, les Iraniens depuis la prise de pouvoir des mollahs en 1979 et la fondation d'une république islamique ouvertement anti-occidentale s'installent dans un rapport de force avec les États-Unis qui se traduit par une diminution des revenus pétroliers et par des sanctions économiques qui affectent lourdement l'économie et la population iraniennes et affaiblissent potentiellement le régime. Ainsi leur production pétrolière qui est de l'ordre de 4,3 à 4,5 millions de baril/jour entre 2006 et 2011 n'est plus que de 3,6 à 3,9 millions de barils/jour entre 2012 et 2015, puis remonte à 4,6 en 2016 et presque 5 en 2017, record historique depuis la révolution de 1979, à la suite de l'accord sur le nucléaire signé à l'été 2015,,,,.
La nécessité d'assurer la sécurité des approvisionnements énergétiques et celle des infrastructures conditionne fortement les politiques extérieures et intérieures menées par les pays producteurs tant le pétrole et le gaz sont devenus indispensables au bon fonctionnement de l’économie mondiale qui en dépend et tant leurs recettes sont vitales aux économies de ces pays. La sécurité est par conséquent un enjeu géopolitique majeur pour les pays de la péninsule Arabique, qui traduit l’interdépendance prévalant entre pays producteurs et pays consommateurs d’hydrocarbures.

### Interventionnisme des États-Unis
La présence des États-Unis au Moyen-Orient remonte aux années 1930 et 1940. Avec l'Arabie saoudite les premières concessions d'exploitation du pétrole par des compagnies américaines sont signées en 1933, mais les relations diplomatiques sérieuses commencent en 1944 au niveau des ministres des Affaires étrangères et surtout le 14 février 1945 avec la rencontre à bord du croiseur Quincy sur le canal de Suez du Président Roosevelt et du roi Ibn Saoud,,,. Selon des sources citées par le Washington Post en 1992, l'engagement formel des États-Unis d'assurer la sécurité de l'Arabie saoudite date de 1947, sans toutefois qu'un traité en bonne et due forme ne soit signé. En 1951, les États-Unis et l'Arabie saoudite signent un accord de défense, qui permet au royaume saoudien de bénéficier d'une aide militaire au titre du « Mutual Defense Assistance Act »,.
Preuve de l'importance stratégique accordée par Washington au Moyen-Orient, les forces armées américaines créent en 1983 un centre de commandement interarmées dédié pour le Moyen-Orient (CENTCOM), avant même les trois grandes guerres du Golfe, d'Afghanistan et d'Irak qu'ils mènent dans la région entre 1991 et 2011, et réactivent en 1995 la 5e flotte, grande unité maritime permanente qui avait été dissoute en 1947. Les États-Unis maintiennent plusieurs bases militaires importantes au Moyen-Orient,,, mais n'ont cependant plus de bases d'opérations en Arabie Saoudite depuis 2003.
Au cours de la seconde moitié du XXe siècle, l’attitude de Washington à l’égard du développement arabe était essentiellement pragmatique et cynique. Bien qu’ils favorisent la croissance économique du Moyen-Orient, les États-Unis estiment que la région est mieux gouvernée par des autocrates amicaux, tels que l’Égypte Anwar al-Sadat et l’Iranien Mohammad Reza Pahlavi, qui peuvent assurer la stabilité politique et protéger les intérêts occidentaux. L'interventionnisme américain au Moyen-Orient durant la première décennie du XXIe siècle repose en partie sur l'idée que l'extrémisme y est un sous-produit de ses inégalités profondes et de ses gouvernements répressifs. L'administration Bush prétend que la démocratisation du Moyen-Orient et la libération du potentiel humain de ses citoyens justifie ses guerres dans la région.
Les États-Unis et l'Iran entretiennent des relations d'hostilité depuis le renversement du Shah et l'instauration en 1979 d'une république islamique dont la doctrine religieuse de ses dirigeants est ouvertement anti-occidentale. En 2002, George W. Bush qualifie l'Iran, l'Iraq et la Corée du Nord d'« axe du mal », au moment où les premières révélations publiques apparaissent relatives à l'existence d'un programme nucléaire militaire iranien. Depuis 1979, les États-Unis prennent des sanctions commerciales et financières de plus en plus complètes au fil du temps ; ils interdisent en 1995 « toute participation au développement pétrolier en Iran », puis deux ans plus tard « toutes les activités de commerce et d'investissement avec l'Iran par des personnes américaines ». Les sanctions sont encore aggravées en 2010 et 2011 lorsque les négociations sur le nucléaire iranien piétinent.
Toutefois la présidence Obama et plus encore la présidence Trump marquent un désengagement progressif des États-Unis, notamment sur le plan militaire, et un recentrage sur leur soutien à Israël et la lutte contre l'Iran par tous les moyens sauf un engagement militaire direct.

### Retour de la Russie

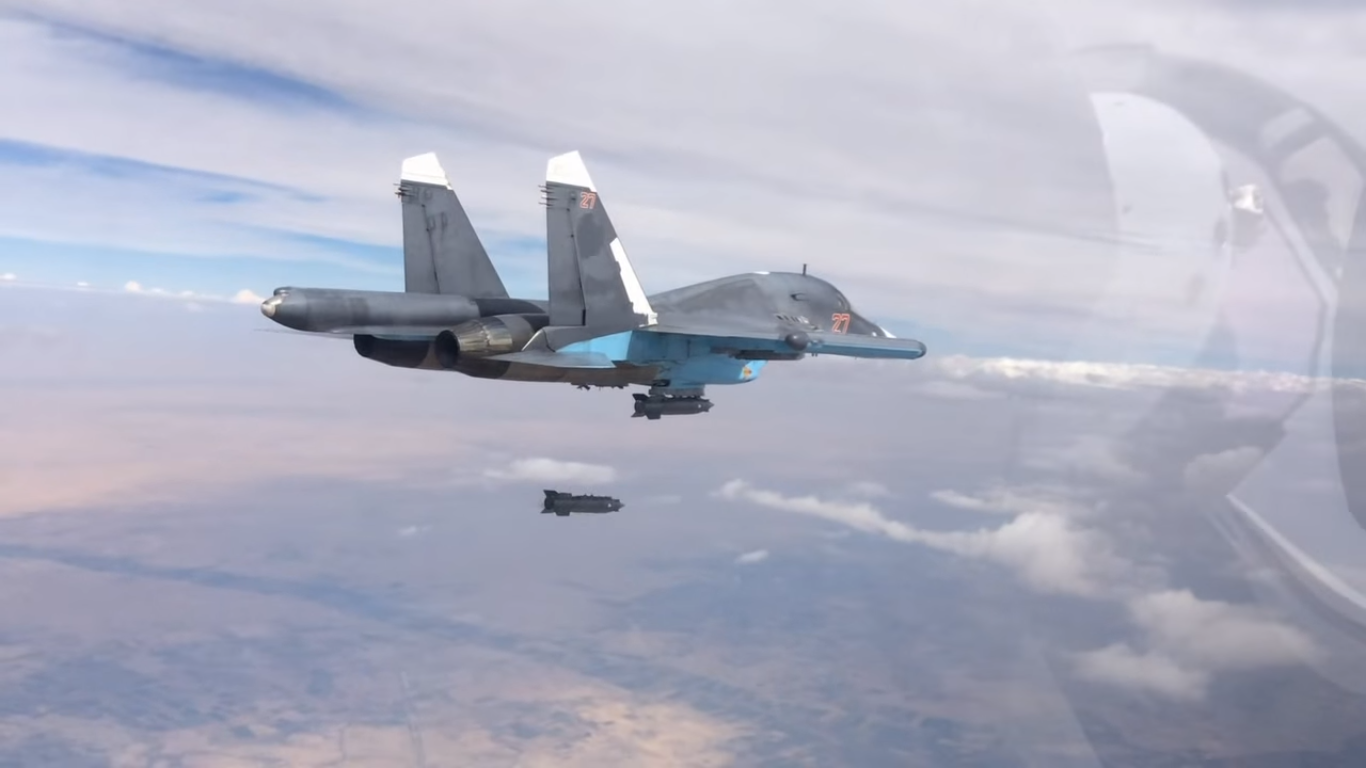
Frappe en 2015 d'un SU-34 russe en Syrie.

Depuis son retrait d'Afghanistan en 1989 et jusque dans les années 2010, la Russie est peu présente au Moyen-Orient. Elle y fait son retour en intervenant dans la guerre civile syrienne en soutien du régime en place de Bachar el-Assad. En s'alliant avec l'Iran et les milices chiites et en déployant depuis septembre 2015 d'importants moyens militaires sur place, la Russie contribue à la défaite des insurgés et atteint l'objectif que Poutine avait fixé de « stabiliser le pouvoir légitime en Syrie et créer les conditions d'un compromis politique »,. La volonté du président russe de restaurer la fierté de la Russie et de s'appuyer sur le réflexe nationaliste de la population en contrepoids des difficultés économiques du pays sont souvent mises en avant pour expliquer cette intervention. Mais les raisons de ce retour spectaculaire en Syrie sont nombreuses et complexes : la Syrie et ses voisins sont proches du Caucase et donc de la zone d'influence vitale de la Russie qui craint à la fois le développement du terrorisme et le remplacement de régimes autoritaires par d'autres plus démocratiques ou par une instabilité chronique comme en Libye, deux risques susceptibles sur le long terme de fragiliser le régime russe ; autre motivation, la Russie obtient en retour de son soutien à Bachar el-Assad une base navale à Tartous et une base aérienne à Hmeimim qui lui offrent un débouché permanent sur la Méditerranée ; en compliquant la diplomatie des Occidentaux, les Russes cherchent aussi à marquer un point dans le bras de fer qui les opposent et à faire passer au second plan la crise ukrainienne ; enfin, la Russie s'impose au Moyen-Orient comme un interlocuteur incontournable des Iraniens et des Turcs.
La Russie entretient aussi d'étroites relations avec Israël où 20 % des habitants sont d'anciens juifs soviétiques russophones. Les liens entre les deux États sont étroits depuis le début des années 2000 quand Poutine et Sharon approfondissent les coopérations économiques et sécuritaires. En 2018 toutefois, les actions militaires menées par les Israéliens en territoire syrien contre des installations iraniennes créent des tensions avec les Russes.

### Ambitions et moyens limités de l'Europe
| Importations par UE | Pétrole | Pétrole | Gaz naturel | Gaz naturel |
| Pays de provenance  | 2000    | 2016    | 2000        | 2016        |
| ------------------- | ------- | ------- | ----------- | ----------- |
| Russie              | 20,0 %  | 30,4 %  | 41,0 %      | 35,6 %      |
| Moyen-Orient        | 27,1 %  | 20,8 %  | 0,2 %       | 5,0 %       |
| Norvège             | 19,2 %  | 11,8 %  | 16,3 %      | 22,0 %      |
| Algérie             | 2,8 %   | 2,6 %   | 18,8 %      | 10,7 %      |
| Asie centrale       | 1,6 %   | 6,8 %   | 0,4 %       | 0,0 %       |

L'Europe est directement concernée par la situation géopolitique au Moyen-Orient, en raison du terrorisme islamiste qui la frappe et des flux migratoires qui découlent du chaos dans lequel cette région est plongée depuis le début de ce siècle. Sa population et son fonctionnement politique en subissent le contrecoup, qui se mesure par la percée des populistes dans les pays d'Europe centrale, mais aussi en Allemagne, en Italie ou en France. Pour répondre à la violence de l'affrontement sunnites-chiites et des heurts intra-sunnites, l'Europe ne dispose ni de la volonté ni des moyens militaires pour être un acteur décisif de terrain et ne peut que laisser agir à leur gré les Américains et les Russes. Sur le terrain diplomatique, elle enregistre toutefois deux succès dans les années 2010.
En premier lieu, l'UE, l'Allemagne, la France et le Royaume-Uni sont parties prenantes à l'accord de 2015 sur le nucléaire iranien (JCPOA), Après que Donald Trump a dénoncé le JCPOA, l'UE affiche sa volonté de maintenir cet accord et de trouver avec Téhéran des solutions pour que les entreprises européennes puissent poursuivre leurs activités en Iran malgré la remise en vigueur de l'embargo américain. Fin janvier 2019, l'Allemagne, la France et le Royaume-Uni mettent en place INSTEX, « véhicule spécial destiné à faciliter les transactions commerciales légitimes avec l’Iran dans le cadre des efforts visant à sauvegarder le Plan d’action global commun ». Son objet est de permettre à l’Iran d’exporter du pétrole et de régler ses achats en Europe sans créer de flux financiers entre banques iraniennes et européennes, afin que ces dernières échappent aux sanctions américaines,.
Le second succès est l'accord sur l'immigration entre la Turquie et l'UE de 2016 qui fait baisser de façon drastique les flux migratoires provenant du Moyen-Orient et d'Afrique via la Turquie au prix d'une aide de 3 milliards €.
De façon moins aigüe, mais avec de clairs enjeux géostratégiques majeurs, l'Europe est aussi directement concernée par le conflit israélo-palestinien au sujet duquel elle soutient unanimement une solution négociée fondée sur la coexistence de deux États.
En toile de fond la sécurité des approvisionnements en pétrole du Moyen-Orient demeure une préoccupation géostratégique constante des États européens. Les produits pétroliers représentent 34,6 % et le gaz 23,3 % de la consommation énergétique des 28 États membres de l'UE. La Russie est devenue entre 2000 et 2016 le principal fournisseur de pétrole des Européens, mais le Moyen-Orient couvre encore en 2016 plus de 20 % de leurs besoins et aucune solution de substitution n'existe sur le marché. La part du Moyen-Orient dans les importations de gaz naturel de l'Europe est en revanche nettement plus faible, de l'ordre de 5 à 6 % sur la période 2014-2016, le Qatar en représentant la quasi-totalité.

### Prolifération d'armes nucléaires et chimiques
Aucun État du Moyen-Orient ne possède officiellement l'arme nucléaire. Il est toutefois certain qu'Israël dispose d'environ 80 têtes nucléaires opérationnelles,. Tous les États de la région sauf Israël sont signataires du Traité sur la non-prolifération des armes nucléaires.
Le programme nucléaire iranien est ancien, mais ce n'est qu'en 2002-2003 que le monde prend conscience que son avancement est plus important qu'anticipé. Les négociations menées entre 2003 et 2009 ainsi que les inspections menées par l'AIEA n'empêchent pas les Iraniens de poursuivre des activités d'enrichissement de l'uranium. Entre 2010 et 2013, les négociations infructueuses alternent avec un nouveau durcissement des sanctions. Ces sanctions commerciales et financières prises par les États-Unis, mais aussi par l'ONU et par l'Union européenne, sont une gêne considérable au développement économique de l'Iran et au niveau de vie de sa population.
L'élection de Hassan Rohani à la présidence en Iran permet la reprise de négociations sérieuses sur le programme nucléaire iranien à partir de 2013. L'accord sur le nucléaire iranien signé en juillet 2015 par l'Iran, les cinq membres permanents du Conseil de sécurité, l'Allemagne et l'Union européenne devait mettre fin à douze années de crises et de négociations sur le programme nucléaire iranien. Cet accord, intitulé officiellement en français le Plan d’action global commun (PAGC),, consiste à limiter le programme nucléaire iranien pendant au moins une décennie, à lever les sanctions internationales décrétées à partir de 2006 contre l’Iran, et à renforcer les contrôles effectués par l'AIEA.
Mais sa dénonciation unilatérale par les États-Unis en mai 2018 par la volonté directe de Donald Trump qui l'a toujours critiqué, ouvre une nouvelle période d'incertitudes à ce sujet et de tensions au Moyen-Orient ainsi qu'entre les États-Unis et leurs alliés occidentaux qui ont tous regretté cette décision. Le président iranien Hassan Rohani déclare peu après l'annonce de Trump qu’il reste attaché à cet accord, mais que le retrait américain pourrait faire que l’Iran se sente libre de reprendre la production d’uranium enrichi. Les estimations sur le délai qui serait nécessaire à l'Iran pour se doter de l'arme nucléaire s'il relançait son programme nucléaire militaire varient entre trois mois et deux ans.
Dans ce contexte incertain, l'Arabie saoudite rappelle qu'elle cherchera à se doter de l'arme nucléaire si l'Iran le fait. Mais l'état actuel de développement de ses infrastructures atomiques ne lui permettrait pas d'accéder rapidement à l'arme nucléaire, sauf à bénéficier d'une aide extérieure considérable,.

### Carrefour maritime mondial

#### Voies maritimes et infrastructures portuaires
| (millions de baril/jour)            | 2011 | 2015 | % 2015 |
| ----------------------------------- | ---- | ---- | ------ |
| Détroit d'Ormuz                     | 17,0 | 17,0 | 18 %   |
| Canal de Suez et pipeline SUMED     | 3,8  | 5,4  | 6 %    |
| Détroit de Bab-el-Mandeb            | 3,3  | 4,7  | 5 %    |
| Commerce mondial de pétrole par mer | 55,5 | 58,9 | 61 %   |
| Production mondiale                 | 88,8 | 96,7 | 100 %  |

Les mers qui bordent le Moyen-Orient sont des voies maritimes très fréquentées, essentielles au commerce d'hydrocarbures et de marchandises de l'Europe et de l'Asie. Leur configuration s'articule sur le plan stratégique en quatre zones critiques : l'océan Indien septentrional, le golfe Persique, la mer Rouge et la mer Méditerranée orientale. Environ 60 % de la production mondiale de pétrole est transportée par voie maritime, dont près de la moitié transite par les détroits d'Ormuz et de Bab-el-Mandeb et le canal de Suez. Quatre-vingt-dix pour-cent du commerce de la Chine transite par voie maritime, en très grande partie par le détroit de Malacca. Ces points de passage sont des détroits ou des canaux qui peuvent devenir des points de vulnérabilité en cas de tensions internationales. Bordé au nord par l'Iran et au sud par Oman, le détroit d'Ormuz, par lequel passe 30 % du pétrole brut transitant par voie maritime en provenance d’Arabie saoudite, d’Iran, des Émirats arabes unis, du Koweït et d’Irak, est un goulot d'étranglement très vulnérable,. Le régime de Téhéran menace périodiquement de bloquer ce détroit sans les bras de fer qui l'opposent aux États-Unis relatifs à son programme nucléaire. Déjà utilisée en 2011, cette menace se traduit en 2019 par des attaques de pétroliers et des incidents aéronavals dont les Américains et les Iraniens se rejettent mutuellement la responsabilité,.
L'océan Indien acquiert depuis le début du XXIe siècle un degré de priorité toujours plus important dans la stratégie maritime des grandes puissances mondiales et régionales. L'accès à des plates-formes portuaires commerciales ouvertes sur l'océan est un enjeu géostratégique fort et les investissements se multiplient pour agrandir les ports de commerce existants qui pourraient aussi sur le long terme être utilisés à des fins militaires. La Chine investit au Pakistan, rival traditionnel de l'Inde, dans les infrastructures du corridor économique Chine-Pakistan incluant le développement du port de Gwadar. À 350 km de là, sur la côte iranienne, l'Inde investit dans le port de Chabahar afin de créer une voie de transit entre l'Inde, l'Afghanistan et l'Iran.
En Méditerranée, la Chine acquiert en 2016 les droits de gestion du port du Pirée jusqu’en 2052, en faisant sa porte d'entrée en Europe.

#### Piraterie maritime
Les menaces sur le commerce maritime proviennent des États riverains qui peuvent couper des lignes de communication maritimes en prenant avantage de points de passage obligés comme les détroits d'Ormuz ou de Bab-el-Mandeb, mais aussi de la piraterie maritime et du terrorisme.
Depuis le début du XXIe siècle le golfe d'Aden et l'Océan indien au large des côtes somaliennes est une des zones où la piraterie est la plus active. Pour y faire face, plusieurs initiatives internationales sont mises en place. Entre 2009 et 2016 l'OTAN mène l'opération Ocean Shield à laquelle participent aussi des États n'appartenant pas à l'OTAN parmi lesquels des États du Golfe, la Chine et la Russie. L'Union européenne conduit l'opération Atalante avec des objectifs similaires à celle de l'OTAN depuis 2008 ; il est décidé en 2018 de la poursuivre jusqu'à fin 2020.

#### Compétition pour l'obtention de bases navales
Les grandes puissances maritimes traditionnelles, les États-Unis, la France et le Royaume-Uni possèdent des bases navales dans l'océan Indien à Diego Garcia et dans les territoires français. Dans le même temps l'Inde et la Chine se livrent à une compétition pour disposer de bases navales d'appui au plus près des lignes de communication critiques,. La Chine dispose de points d'appui navals à Hambantota et Colombo au Sri Lanka et à Marao Atoll aux Maldives ; elle obtient aussi en 2016 un droit d'accès à Djibouti, où les marines française et américaine disposent déjà d'une base navale. De son côté, l'Inde a négocié des droits d'accès pour sa flotte avec Oman, Singapour et les Seychelles. Les Maldives font monter les enchères entre ces deux compétiteurs pour de nouveaux sites.

#### Présence de nombreuses forces navales
Les puissances occidentales déploient des forces navales en permanence dans la région. La 5e flotte aligne un ou plusieurs groupes aéronavals (« Carrier Strike Group » dans l'océan Indien septentrional. La France déploie régulièrement son groupe aéronaval constitué autour du porte-avions Charles de Gaulle dans cette même zone. La marine chinoise qui se modernise à un rythme rapide depuis le début des années 2010 est également présente dans toutes les eaux du Moyen-Orient,.
La Méditerranée connaît aussi une forte concentration des forces navales de ses pays riverains et d'autres comme les États-Unis, présents avec la 6e flotte, la Russie qui dispose de bases en Syrie et même la Chine,.
Dans le même temps l'Inde et la Chine développent à grande vitesse leur flotte de guerre. La marine chinoise a depuis le début des années 2010 la capacité de projeter dans l'océan Indien et en Méditerranée des bâtiments de guerre modernes pour protéger ses intérêts,.

## Un Moyen-Orient en guerre

### Zones principales de conflit
Le Moyen-Orient concentre les conflits les plus meurtriers du globe depuis le début du XXIe siècle,. Le conflit qui oppose Israël à ses voisins arabes et celui entre le gouvernement central Turc et le PKK kurde perdurent depuis des décennies. Les guerres en Afghanistan, Irak et Syrie provoquent un nombre considérable de victimes. En Afghanistan, l'ONU estime qu'en 2017 plus de 10 000 civils ont encore été victimes de l'interminable guerre civile qui dure depuis des décennies.
| Conflit                                           | Dates     | Belligérants du Moyen-Orient                                     | Belligérants externes                           |
| ------------------------------------------------- | --------- | ---------------------------------------------------------------- | ----------------------------------------------- |
| Conflit israélo-arabe Conflit israélo-palestinien | 1948-     | Israël · Égypte Jordanie Liban Palestine Syrie · Hezbollah Hamas |                                                 |
| Conflit kurde en Turquie                          | 1984-     | Turquie PKK                                                      |                                                 |
| Guerre d'Afghanistan                              | 2001-2014 | Afghanistan                                                      | États-Unis FIAS ( OTAN)                         |
| Guerre d'Irak                                     | 2003-2011 | Irak                                                             | États-Unis Coalition militaire en Irak          |
| Guerre civile syrienne                            | 2011-     | Syrie Iran Turquie État islamique                                | Russie États-Unis                               |
| Guerre civile yéménite                            | 2014-     | Yémen Arabie saoudite                                            | Alliance militaire islamique                    |
| Guerre contre l'État islamique (EI ou Daech)      | 2013-2017 | État islamique (en Syrie et en Irak)                             | Coalition arabo-occidentale en Irak et en Syrie |

#### Opérations militaires menées par Israël
Depuis le début de ce siècle, l'opération militaire la plus importante menée par Israël, appelée souvent deuxième guerre du Liban, se déroule à l'été 2006. L'objectif des israéliens de porter un coup décisif au Hezbollah est atteint, mais à un coût humain et politique élevé. Le Hezbollah a depuis reconstitué son potentiel et participe à la guerre civile en Syrie en soutien du régime de Bachar el-Assad.
Par ailleurs, les tensions permanentes entre palestiniens et israéliens se traduisent par une alternance de périodes de calme relatif et de crises à l'initiative des uns comme la seconde intifada, ou des autres comme les opérations menées par l'armée israélienne dans la bande de Gaza en 2012 ou en 2014.
L'appui de l'Iran au régime syrien dans la guerre civile syrienne se traduit par la présence des Gardiens de la révolution islamique et de ses forces spéciales Al-Qods en Syrie, à proximité donc d'Israël qui réagit par un nombre croissant de bombardements aériens, au nombre de 112 en 2018 soit presque 4 fois plus que chacune des trois années précédentes.

### Dépenses militaires élevées et en forte croissance
Le Moyen-Orient est la région dont la part des dépenses militaires relative au PIB est la plus élevée au monde. Pour les États dont les statistiques sont disponibles, elle atteint 6,2 % du PIB en 2000, 4,3 % en 2010 et 4,7 % en 2017,,.
L'Arabie saoudite s'est situé au huitième ou neuvième rang dans le monde durant la première décennie du XXIe siècle. Puis elle a augmenté fortement ses dépenses de défense au point d'être entre 2013 et 2017 au troisième ou au quatrième rang, devant ou derrière la Russie selon les années.
Les EAU sont passés de 2000 à 2016 du quatrième au deuxième rang parmi les États du Moyen-Orient, avec des dépenses estimées pour 2016 à 23,5 milliards US$,,. Le Qatar a longtemps fait exception en ne consacrant que peu de moyens à sa défense ; mais depuis le milieu des années 2010, le Qatar s'est lancé dans l'acquisition de nombreux équipements militaires et a considérablement augmenté son budget de défense.
| Forces armées       | Dépenses 2000 | Dépenses 2000 | Dépenses 2010 | Dépenses 2010 | Dépenses 2017 | Dépenses 2017 | Dépenses 2017 | Variation 2017/2000 |
| Forces armées       | Rang          | Mrds $        | Rang          | Mrds $        | Rang          | Mrds $        | % PIB         | Variation 2017/2000 |
| ------------------- | ------------- | ------------- | ------------- | ------------- | ------------- | ------------- | ------------- | ------------------- |
| Arabie saoudite     | 1             | 31,9          | 1             | 55,4          | 1             | 69,4          | 10,2 %        | 283 %               |
| Égypte              | 7             | 3,6           | 9             | 4,4           | 10            | 2,8           | 1,2 %         | 111 %               |
| Émirats arabes unis | 4             | 11,2          | 2             | 19,7          | 2             | 23,5          | 6,6 %         | 165 %               |
| Iran                | 5             | 5,9           | 5             | 14,0          | 5             | 14,5          | 3,3 %         | 240 %               |
| Irak                | NC            | NC            | 8             | 4,4           | 7             | 7,4           | 3,8 %         | NC                  |
| Israël              | 3             | 13,0          | 3             | 15,0          | 4             | 16,5          | 4,7 %         | 119 %               |
| Koweït              | 6             | 4,8           | 7             | 5,0           | 8             | 6,8           | 5,7 %         | 140 %               |
| Oman                | 8             | 3,1           | 6             | 5,4           | 6             | 8,7           | 12,0 %        | 270 %               |
| Qatar               | NC            | NC            | 10            | 2,2           | 9             | 4,4           | 2,6 %         | 244 %               |
| Turquie             | 2             | 16,9          | 4             | 14,0          | 3             | 18,2          | 2,1 %         | 116 %               |

### Importations massives d'armements
Conséquence directe des tensions et conflits qui secouent le Moyen-Orient, les importations d’armes par les États de la région ont doublé entre 2008-12 et 2013-17. Sur cette période, l'Arabie saoudite, l'Égypte et les Émirats arabes unis se situent respectivement au deuxième, troisième et quatrième rang des pays importateurs d'armements.
| Pays importateur    | 2008- 2012 | 2013- 2017 | Var.    |
| ------------------- | ---------- | ---------- | ------- |
| Inde                | 11,0       | 12,0       | + 24 %  |
| Arabie saoudite     | 3,4        | 10,0       | + 225 % |
| Égypte              | 1,6        | 4,5        | + 215 % |
| Émirats arabes unis | 3,2        | 4,4        | + 51 %  |
| Chine               | 5,4        | 4,0        | - 19 %  |

Les principaux pays exportateurs d'armes se disputent le marché moyen-oriental et font passer les considérations relatives aux droits de l'homme et à la démocratisation au second plan. Privilégiant l'intérêt économique des États-Unis, D. Trump refuse par exemple en octobre 2018 de remettre en cause les ventes d'armes à l'Arabie saoudite au moment de l'affaire Khashoggi.
Entre 2013 et 2017, l'Arabie saoudite absorbe 18 % et les Émirats arabes unis 7,4 % des ventes d'armes des États-Unis et sont respectivement leur premier et leur second client. Si la Russie est relativement peu présente au Moyen-Orient sauf en Égypte, les cinq principaux fournisseurs d’Europe occidentale, la France, l’Allemagne, le Royaume-Uni, l’Espagne et l’Italie, y sont très présents. Sur cette même période, 42 % des exportations d’armes françaises sont allées vers le Moyen-Orient. Les ventes de Rafale à l'Égypte et au Qatar, ainsi que les ventes de navires de guerre à l'Égypte contribuent largement à l'embellie des exportations d'armes françaises en 2015 et 2016. L'Allemagne applique une politique de vente d'armes plus restrictive que ses alliés occidentaux, mais demeure un fournisseur important d'Israël.
Cette course à l'équipement militaire à laquelle se livrent les pays du Moyen-Orient avec la complicité des pays fournisseurs alimente les conflits. La vente d'armes aux belligérants dans un conflit est rarement un facteur décisif, mais invite plutôt à une contre-réaction des États opposés, alimentant ainsi les guerres civiles plutôt que de les éteindre. Ainsi dans la guerre civile syrienne, la fourniture d’armes par les États-Unis et plusieurs États du Golfe aux rebelles syriens contribue initialement à faire pencher la balance en défaveur de l’armée syrienne. Mais ce soutien encourage l’Iran à augmenter son appui au régime syrien. Puis, dès lors qu’il est devenu évident que l’administration Obama ne lancerait pas d'action militaire directe contre les forces armées syriennes, la Russie saisit l’opportunité d’intervenir contre ces mêmes rebelles, modifiant ainsi radicalement les contours du conflit. Autre exemple, la fourniture d'armes par les Occidentaux en soutien de l’intervention émirati-saoudienne dans la guerre civile yéménite coïncide avec le soutien accru de l’Iran aux houthis.

## Facteurs démographiques et économiques
Pour des articles plus généraux, voir Population mondiale et Liste des pays par population.
La démographie et l'économie du Moyen-Orient présentent certaines spécificités qui pèsent fortement sur la géopolitique de la région.

### Population et démographie
| Région ou Pays          | Population (millions) (2000) | Population (millions) (2017) | Augm. 2017 / 2000 |
| ----------------------- | ---------------------------- | ---------------------------- | ----------------- |
| Arabie saoudite         | 20,7                         | 33,1                         | 60 %              |
| Égypte                  | 68,8                         | 96,4                         | 40 %              |
| Iran                    | 65,6                         | 80,7                         | 23 %              |
| Turquie                 | 63,2                         | 81,1                         | 28 %              |
| Moyen-Orient (16 États) | 302,6                        | 426,0                        | 41 %              |
| Monde                   | 6 115,1                      | 7 511,0                      | 23 %              |

La population des 16 États du Moyen-Orient croît à un rythme plus élevé que le reste du monde. Estimée à 426 millions d'habitants en 2017, elle représente 5,7 % de la population mondiale, alors qu'elle comptait pour 3,4 % en 1960 et 4,9 % en 2000. Par rapport à l'an 2000, la population a cru de 41 %. Si l'Iran, à l'abri des flux migratoires, connaît une croissance démographique modérée, les pays du Golfe voient se poursuivre l'afflux de main-d'œuvre immigrée : sur la même période, la population de l'Arabie saoudite augmente de 59 %, celle des EAU de 198 % et celle du Qatar de 346 %.

#### Spécificités démographiques des États du Golfe
En 2017, la proportion de personnes nées à l'étranger est faible en Égypte (0,5 %), en Iran (3,4 %) ou encore en Turquie (3,8 %). Elle est en revanche très élevée dans les pays de la péninsule arabique ; elle est de 32,3 % de la population en Arabie saoudite, de 75,5 % au Qatar et de 88,4 % aux Émirats arabes unis,. Sur les dix premiers pays fournisseurs de main-d'œuvre aux pays du Golfe, six sont asiatiques, trois du monde arabe moyen-oriental et un africain.
Aucune région du monde n'est plus dépendante de l'apport de main-d'œuvre étrangère que la péninsule arabique. Cette main-d'œuvre est nécessaire pour faire face au développement économique rapide que les pays de la péninsule connaissent et aussi pour compenser la part relativement faible des femmes sur le marché du travail. La main-d'œuvre étrangère est majoritaire dans la plupart des États du Golfe. Essentiellement masculine, cet apport de population est source d'un déséquilibre très marqué entre hommes et femmes dans la population de ces États. Historiquement sans intégration et liée à un contrat, cette migration tend à devenir plus permanente. Les économies des États pétroliers du Moyen-Orient ont besoin de cette main-d'œuvre bon marché pour fonctionner et assurer à leurs ressortissants nationaux des revenus élevés, gages de la stabilité de régimes autocratiques. Les conditions de vie des immigrés et la dureté de la répression à laquelle ils s'exposent en cas de non-respect des règles imposées s'expliquent aussi par la crainte des dirigeants que des mouvements sociaux d'ampleur puissent constituer un premier pas vers la déstabilisation de leur régime.

#### La démographie, facteur géopolitique clef du conflit israélo-palestinien
La démographie est depuis toujours un facteur important de la détermination des politiques menées par les dirigeants israéliens et palestiniens. Début 2019, Israël compte près de 9 millions d'habitants dont 6,7 millions de juifs (74,3 %) et 1,9 million d'arabes (20,9 %). Selon l'Autorité palestinienne, la population palestinienne se monte en 2016 à 3 millions d'habitants en Cisjordanie et 1,9 million à Gaza. Sur la base de ces chiffres, parfois contestés, sur l'ensemble du territoire israélo-palestinien, le nombre de palestiniens est de 6,8 millions d'habitants soit un peu plus que les 6,7 millions de juifs. Historiquement, la population palestinienne a cru plus vite que la population juive en raison principalement d'un taux de fécondité beaucoup plus élevé, mais ce n'est plus le cas depuis le milieu des années 2010, rendant caduques les prévisions selon lesquelles les Palestiniens finiraient par être beaucoup plus nombreux que les juifs israéliens. La question demeure cependant d'une grande importance géopolitique : un des arguments avancés en faveur de la solution à deux États est précisément d'éviter que les juifs ne se retrouvent en minorité, a contrario si ce risque est écarté une partie de la classe politique israélienne penche en faveur d'une solution à un seul État englobant le territoire d'Israël reconnu internationalement, plus la Cisjordanie et la bande de Gaza,,.

#### Personnes déplacées par des conflits de longue durée
Les conflits de longue durée provoquent d'importants déplacements de population. Le plus ancien est celui des Palestiniens qui sont expulsés du nouvel État d'Israël en 1948 ou qui le fuient volontairement. Soixante-dix ans plus tard, cette situation perdure. L'UNRWA, l'agence de l'ONU créée en 1949 pour venir en aide aux réfugiés palestiniens, en comptait en 1950 environ 0,75 million. Leurs descendants étant éligibles aux programmes de l'UNRWA, le nombre de réfugiés enregistrés est fin 2017 de 5,4 millions.
Au XXIe siècle, les guerres en Irak, en Syrie et au Yémen conduisent des millions d'habitants à fuir leur pays. Selon les données publiées par l'UNHCR fin 2017, 6,3 millions de Syriens ont fui leur pays en pleine guerre civile. En Irak, 2,6 millions de personnes ont fui leur pays. À ces réfugiés, s'ajoutent les personnes qui restent dans leur pays mais fuient leur lieu de vie habituel (les « Internal Displaced People (IDPs) » dans la terminologie de l'UNHCR). Fin 2017, la Syrie et l'Irak comptent respectivement 6,15 millions et 2,6 millions d'IDPs dont 2,9 millions de nouveaux IDPs en Syrie pour la seule année 2017. Cette même année, 0,6 million de Syriens et 1,5 million d'Irakiens ont regagné leur foyer en raison principalement du recul de Daech.
Les réfugiés fuient dans leur très grande majorité dans d'autres pays du Moyen-Orient. Selon les données publiées par l'UNHCR fin 2017, la Turquie compte 3,5 millions de réfugiés sur son sol. Le Liban et la Jordanie en comptent respectivement 1 et 0,7 million. Ces pays sont les trois pays au monde qui comptent le plus de réfugiés rapporté à leur population : ainsi le Liban compte sur son sol 164 réfugiés pour 1 000 habitants fin 2017. En ajoutant les réfugiés palestiniens sous mandat de l'UNRWA, ce nombre monte à 250 réfugiés. L'Allemagne est le pays d'Europe qui accueille le plus de réfugiés en provenance du Moyen-Orient : environ 0,7 million de Syriens y vivent fin 2017.

### Économie

#### La rente pétrolière

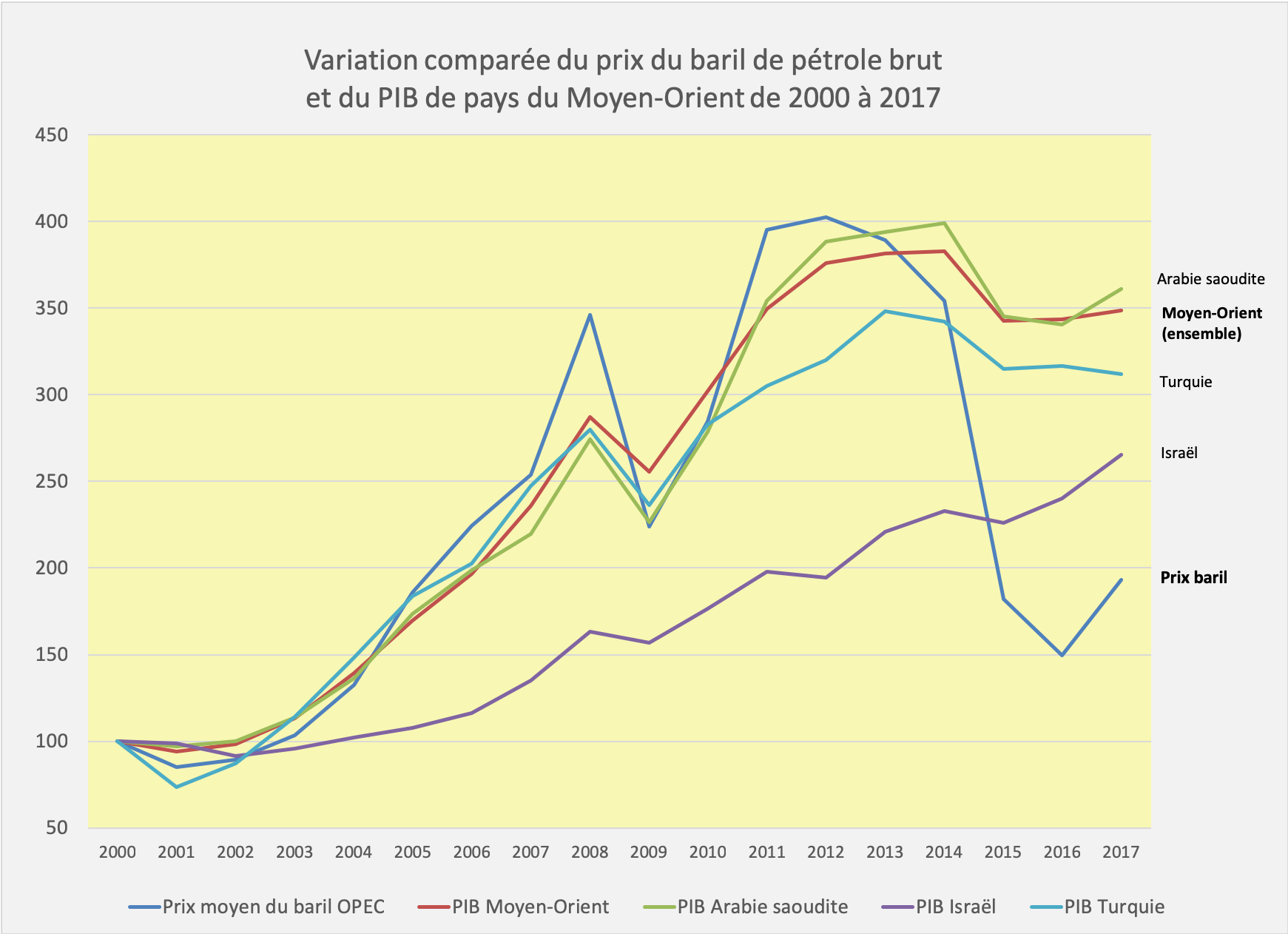
Variation comparée du prix du pétrole brut et du PIB de pays du Moyen-Orient entre 2000 et 2017

L'économie du Moyen-Orient est fortement dépendante du pétrole et du gaz dont il possède les plus grandes réserves au monde et dont il est la première région productrice. Selon les données fournies par BP établies fin 2016, le Moyen-Orient possède 47,7 % des réserves mondiales de pétrole et 42,2 % des réserves de gaz naturel. Cette richesse qui n'est pas près de se tarir apporte à ceux des États du Moyen-Orient qui en bénéficient des ressources financières considérables pour leur développement mais aussi pour jouer un grand rôle dans l'économie financière du monde. Ces États bénéficient d'une rente financière qui les rend aussi très dépendants de l'évolution des cours mondiaux du pétrole. En 2016, les hydrocarbures constituent 61 % du PIB du Qatar, 47 % de celui de l'Arabie saoudite et 29 % de celui de l'Iran, et dans ces trois mêmes États ils comptent pour plus des 3/4 des revenus gouvernementaux.
Cette rente financière des pays exportateurs de pétrole et de gaz représente en 2012 environ 6 % du PIB mondial qu'ils recyclent pour une bonne part dans les marchés de capitaux mondiaux et dans des investissements aussi bien dans l'économie que dans le sport ou la culture. Les fonds souverains des États du Golfe ont accumulé en 2016 plus de 2 000 milliards US$. Ces ressources financières sont aussi les leviers de la modernisation et des transformations économiques et sociales de ces États. Elles permettent de réaliser des aménagements de grande ampleur au profit des populations locales en échange de la paix sociale et du maintien au pouvoir de quelques grandes familles. L'équilibre politique et économique des États du Golfe est devenu très dépendante de la rente financière et ce faisant du cours du pétrole sur les marchés mondiaux.

#### Une région fortement impliquée dans la mondialisation
Les États pétroliers du Golfe mènent une politique de diversification à long terme visant à réduire la part des revenus pétroliers dans l'économie et dans le budget gouvernemental, et ainsi à assurer leur pérennité lorsque les productions de pétrole et de gaz naturel baisseront par le double effet de l'épuisement des réserves et de la réorientation du monde vers d'autres sources d'énergie. Depuis le début des années 2000, leur diversification dans de nombreux secteurs comme la sidérurgie, la finance, le commerce, le tourisme, le sport, l’éducation ou la culture, fait de ces États des acteurs importants de la mondialisation des échanges. Une des manifestations les plus spectaculaires en est le développement de grandes villes extrêmement modernes, comme Dubaï, Abou Dabi ou Doha, devenues des pôles portuaires ou aéroportuaires mondiaux. Le port de Jebel Ali situé à Dubaï est en 2015 le neuvième port à conteneurs au monde et le troisième port de réexportation au monde, derrière Hong Kong et Singapour. L'aéroport international de Dubaï, plate-forme de correspondance de la compagnie aérienne Emirates est en 2015 est au premier rang mondial pour les passagers internationaux, et d'autres compagnies importantes connaissent une croissance rapide depuis leur base à Abou Dabi ou au Qatar.
Le tourisme et le sport sont aussi des axes de diversification comme en témoignent l'organisation de l'Exposition universelle de 2020 (reportée en 2021-2022) à Dubaï et celle de la Coupe du monde de football 2022 au Qatar, mais aussi nombre d'autres manifestations culturelles, sportives ou destinées aux milieux d'affaires. Le Qatar investit aussi dans des médias à vocation internationale comme la chaîne d'information Al Jazeera et la chaîne sportive BeIN Sports. Les monarchies du Golfe misent également sur le secteur de l’éducation et de la culture, visant à transformer leurs États en « société de la connaissance » et de les ouvrir à un tourisme culturel pour pallier la quasi absence de patrimoine. La création du Louvre Abou Dabi en est un exemple prestigieux.

## Données géopolitiques et économiques par pays
| Pays du Moyen-Orient | Code ISO 3166 | Superficie (km2) (2018) | Population (milliers) (2017) | IDH (indice) (2017) | Terrorisme (nbre. morts) (2000-17) , | PIB PPA (milliards $ const. 2011) (2017) | PIB/hab ($ PPA const. 2011) (2017) |
| -------------------- | ------------- | ----------------------- | ---------------------------- | ------------------- | ------------------------------------ | ---------------------------------------- | ---------------------------------- |
| Arabie saoudite      | SAU           | 2 149 690               | 33 099                       | 0,853               | 570                                  | 1 615                                    | 48 804                             |
| Bahreïn              | BHR           | 778                     | 1 494                        | 0,846               | 29                                   | 65                                       | 43 320                             |
| Égypte               | EGY           | 1 001 450               | 96 443                       | 0,696               | 3 122                                | 1 029                                    | 10 673                             |
| Émirats arabes unis  | ARE           | 83 600                  | 9 487                        | 0,863               | 1                                    | 633                                      | 66 676                             |
| Irak                 | IRQ           | 435 052                 | 37 553                       | 0,685               | 77 911                               | 594                                      | 15 830                             |
| Iran                 | IRN           | 1 745 150               | 80 674                       | 0,798               | 499                                  | 1541                                     | 19 098                             |
| Israël               | ISR           | 22 070                  | 8 713                        | 0,903               | 987                                  | 289                                      | 33 220                             |
| Jordanie             | JOR           | 89 320                  | 9 779                        | 0,735               | 116                                  | 81                                       | 8 299                              |
| Koweït               | KWT           | 17 820                  | 4 056                        | 0,803               | 38                                   | 268                                      | 66 009                             |
| Liban                | LBN           | 10 450                  | 6 812                        | 0,757               | 745                                  | 79                                       | 11 647                             |
| Oman                 | OMN           | 309 500                 | 4 666                        | 0,821               |                                      | 174                                      | 37 329                             |
| Palestine,           | PSE           | 6 020                   | 4 455                        | 0,686               | 933                                  | 21                                       | 4 652                              |
| Qatar                | QAT           | 11 610                  | 2 725                        | 0,856               | 3                                    | 309                                      | 113 262                            |
| Syrie                | SYR           | 185 180                 | 17 068                       | 0,536               | 14 707                               |                                          |                                    |
| Turquie              | TUR           | 785 350                 | 81 102                       | 0,791               | 2 412                                | 2 029                                    | 25 024                             |
| Yémen                | YEM           | 527 970                 | 27 835                       | 0,452               | 8 704                                | 67                                       | 2 404                              |